# Сибирское областничество
Сиби́рское областни́чество — идеология, а также общественно-политическое и культурное течение в среде сибирской интеллигенции, существовавшие в России в середине XIX — начале XX веков. В основе программы сибирских областников лежало требование федерализации России и предоставления Сибири широкой областной (то есть региональной) автономии с учреждением Сибирской областной думы как представительного органа её населения.
Сторонники областничества внесли существенный вклад в развитие науки, периодической печати, а также в формирование элементов гражданского общества в Сибири. В период Гражданской войны областникам удалось создать самостоятельное сибирское государство, которое просуществовало с июня по ноябрь 1918 года. В эмиграции сибирское областничество сохраняло преемственность до середины XX века.

## История движения

### Зарождение областничества

#### Факторы формирования
Профессор М. В. Шиловский, сотрудник Института истории СО РАН, связывает формирование сибирского областничества с развитием городов и системы образования в Сибири в первой половине XIX века, поскольку именно выпускники сибирских образовательных учреждений составили в период формирования областничества его актив. К основоположникам сибирского областничества он относит Г. Н. Потанина, А. П. Щапова, С. С. Шашкова, Н. М. Ядринцева, Н. И. Наумова, Н. С. Щукина, М. В. Загоскина, И. В. Фёдорова-Омулевского, В. И. Вагина, Ф. Н. Усова, Л. П. Нестерова, А. Д. Шайтанова, С. С. Попова, Н. Н. Пестерева и Е. Я. Колосова. В их биографиях Шиловский выделяет четыре важных общих момента:
1. По своему социальному положению все они были разночинцами, потомственных дворян среди них не было;
2. Среди основателей сибирского областничества важную роль играли офицеры Сибирского казачьего войска, что было связано с неравным социальным положением между армейскими и казачьими частями в Сибири, поскольку такое положение способствовало развитию у некоторых молодых людей казачьего патриотизма;
3. Среди основателей сибирского областничества был значительный процент выходцев из купеческих семей. По мнению автора это связано с тем, что при отсутствии потомственного дворянства главную роль в борьбе с произволом чиновников в сибирских городах играло именно купечество;
4. Почти все основатели областничества были талантливыми и трудолюбивыми, но малообеспеченными людьми, в связи с чем получение ими высшего образования было прервано.

Идеология областничества сформировалась в условиях общественного подъёма 1850—1860-х годов, вызванного реформами Александра II. На мировоззрение будущих областников оказали сильное влияние социалисты-петрашевцы (М. В. Буташевич-Петрашевский, Н. А. Спешиев, С. Ф. Дуров, Ф. Н. Львов) с идеями возможной республиканской федерации регионов Российской империи, работы сибирского историка П. А. Словцова, а также ссыльные поляки, которые в союзе с декабристами неоднократно пытались поднять в Сибири восстание.
Важную роль в формировании идей сибирского областничества сыграл А. П. Щапов, который в ходе развития идей о федерализме историка Н. И. Костомарова выдвинул идею, что в основе федерализма могут лежать не только национальные отличия, но и местные областные (то есть региональные) особенности одного этноса, которые сложились под влиянием географических и климатических условий в ходе колонизации новых земель — соответствующие географическим областям политические единицы (в частности, Польша, Украина, Великороссия, Сибирь и их провинции) должны посредством созыва нового Земского собора объединиться во многоступенчатый федеративный общинно-демократический союз. Влияние Щапова на областников было настолько значимо, что М. В. Шиловский считает его самого одним из основателей областничества, хотя он и не принимал личного участия в их политической деятельности.
Также значительное влияние на сибирское областничества сыграли идеи А. И. Герцена, Н. П. Огарёва, Н. Г. Чернышевского и других революционных демократов нач. 1860-х гг., которые поддерживали тогда принципы федерализма.
В период отмены крепостного права основатели сибирского областничества учились в университетах Европейской России, где создали несколько кружков: Сибирский земляческий кружок в Петербурге, а также сибирское землячество в Казани, которое было создано ещё в 1852 году и прекратило существование в нач. 1860-х гг., когда большая группа его членов в связи с репрессиями после Бездненских волнений перебрались в Петербург и влились кружок Потанина―Ядринцева.
Сибирский земляческий кружок в Петербурге, сыгравший особо важное значение для становления областничества, был основан в 1858 году студентом Н. С. Щукиным, который раз в неделю собирал у себя на квартире земляков, решивших посвятить себя служению Сибири. Именно он ввёл в землячество будущего лидера областнического движения Г. Н. Потанина. Кружок прекратил свое существование в конце 1859 года из-за отъезда основателя в Иркутск и последовавшего конфликта за лидерство между Потаниным и студентом Сидоровым. Год спустя землячество удалось восстановить во главе с Н. М. Ядринцевым и Г. Н. Потаниным, оно насчитывало в своем составе около 20 человек. Собрания посещали такие деятели как Серафим Шашков, Николай Наумов, Фёдор Усов, Иннокентий Омулевский, Павел Джогин, Чокан Валиханов, Иван Худяков и др.
В 1860-е годы областники поддерживали активную борьбу с самодержавием за гражданские права и свободы. В частности, они участвовали в массовых выступлениях столичного студенчества осенью 1861 года. Есть также свидетельства, что Г. Н. Потанин был участником общества «Земля и воля». Сибирские областники благодаря революционно-демократическому движению смогли приобщиться к общественно-политической жизни и начать научно-литературную деятельность. При этом областники того времени разделяли социалистические убеждения и не помышляли о сепаратизме, который мог пойти на пользу сибирской буржуазии.

#### Программа движения в 1860-е гг.
Взгляды областников отразились в написанных в первой половине 1863 года в Петербурге прокламациях «Сибирским патриотам» авторства С. С. Попова и «Патриотам Сибири», появившейся в результате редактирования первой прокламации Н. М. Ядринцевым и С. С. Шашковым. Хотя основой послужили прокламации революционеров-демократов, а сибирские революционеры подчеркивали своё единство с российскими, в прокламациях отразились особенности идей областников. Так, впервые в их практике был обоснован тезис о Сибири как трёхсотлетней русской колонии на основании:
1. Эксплуатации её природных ресурсов;
2. Искусственного торможения правительством самостоятельной экономической жизни Сибири за счёт высокого уровня податей и налогов, откупной системы, а также использования системы частных и казённых монополий (в частности, Российско-американской компании);
3. Использования Сибири для ссылки уголовных преступников с параллельным препятствованием добровольному заселению региона;
4. Разорения и истребления коренного населения региона с неэффективными попытками его русификации;
5. Произвола и злоупотребления местных чиновников, которые стремятся лишь обогатиться и уехать из Сибири;
6. Стремления правительства помешать развитию просвещения и культуры в Сибири (в частности, отсутствия разрешения на открытие университета).

Специфичность положения Сибири обосновывала необходимость отделения региона от России путем вооруженного восстания и создания демократической федеративной республики наподобие США. Также предполагалось, что США в обмен на уступку Аляски окажут помощь сибирским революционерам. Для приближения революции авторы прокламаций предлагали патриотам Сибири заняться пропагандой идеи сибирской самостоятельности среди угнетённых слоёв населения и объединиться для этого в подпольную организацию. Социальной базой движения за независимость областники видели приписных крестьян, приисковых рабочих, казаков, старообрядцев и представителей коренных народов Сибири.

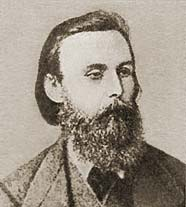
Шашков Серафим Серафимович

Однако идею о немедленном отделении Сибири была высказана только представителем сибирского купечества С. С. Поповым, а группа Г. Н. Потанина рассматривала вопрос отделения как скорее теоретический, относящийся к далекому будущему. В целом, они только начали разрабатывать концепцию специфики Сибири, а термин «сепаратизм» использовался ими как синоним «патриотизма» ввиду отсутствия термина «областничество», который появится позднее. Их мировоззрение лежало более в плоскости всестороннего развития региона, чем в плоскости немедленного и полного его отделения. Областники понимали различие между колонизацией и колониализмом, они стали авторами концепции, согласно которой освоение Сибири было результатом не действий царского правительства, а инициативы самых активных и свободолюбивых элементов народных масс, причём сочетание вольной колонизации Сибири народом с обилием природных богатств приводить к быстрому развитию Сибири. В частности, Г. Н. Потанин писал, что если в будущем Сибирь станет такой же населённой, как Европейская Россия, то центр тяготения русского государства неизбежно перейдет в Сибирь. Однако, по мнению областников, колониальная политика царского правительства разорила Сибирь и превратила её в отсталую окраину. Например, Н. М. Ядринцев отмечал, что и в середине XIX века Сибирь представлена малочисленным населением, способным удовлетворить только свои базовые потребности, мелкой промышленностью и бедными городками, страдающими от злоупотреблений пришлых воевод и губернаторов, а виной тому колониальная политика правительства. Местная администрация, по мнению С. С. Шашкова, со времён первых воевод была озабочена лишь грабежом местного населения и отсутствующее крепостного права замещалось административным бесправием.
Областники констатировали отсутствие в Сибири сколь-либо развитой промышленности, зависимость населения от импорта из-за Урала, крепостническое положение рабочих добывающих отраслей экономики, правительственный монополизм, ограничения частной инициативы и свободного переселения в Сибирь, а дефициты на рынке труда компенсировались принудительным трудом ссыльных и каторжников. В связи с этим внутри сибирского землячества обособилась группа «экономических сепаратистов» во главе со студентом из Томска И. А. Лукиным, члены которой скептически относились к революционному пути решения сибирских проблем и считали, что виновниками этих проблем являются именно московские купцы, а потому стремились исключительно к мирному экономическому развитию. Выгодной стороной Сибири областники считали сохранение на селе общинных порядков, которое не подвергалось влиянию помещиков как сословия, что должно было стать социально-экономической основой местного самоуправления, причем не только в сельском хозяйстве, но ещё и в виде артелей — в промышленности. Г. Н. Потанин предлагал ввести протекционистские меры для поддержки сибирских торговли и промышленности, улучшить быт горняков и рыболовов, прекратить конкуренцию между крестьянами и землевладельцами, а вместе с С. С. Шашковым он также предлагал стимулировать свободное переселение в Сибирь. В основе культурной программы областников лежало учреждение университета, но также предполагалось создание школ, библиотек, книжных магазинов, типографий, развитие периодической печати, местной литературы, на основании чего областничество модно квалифицировать как просветительское движение. Отталкиваясь от федералистских идей А. П. Щапова, областники обосновывали самобытность Сибири в природном, этнографическом и историческом отношениях: Г. Н. Потанин считал, что климат Сибири резко отличается от климата Европейской России, но внутри Сибири он единообразен, а потому порождает единый этнографический тип сибиряка из разнородных переселенцев; согласно же С. С. Шашкову и Н. М. Ядринцеву сибиряки представляют собой результат смешения русских с местными народами (с преобладанием новгородского элемента по Шашкову и с паритетным смешением — по Ядринцеву). В будущем, по мнению областников, сибиряки как отдельный этнографический тип должны будут окончательно сложиться.

#### «Дело сибирских сепаратистов»
В течение 1863 г. члены землячества вернулись в Сибирь. Г. Н. Потанин, Ф. Н. Усов и Н. М. Ядринцев организовали в Омске пропагандистский кружок казачьих офицеров, который также занимался устройством воскресной школы, библиотеки и общества распространения грамотности. После отъезда Потанина в Томск кружок возглавил Ядринцев, вершиной его деятельности стал 11 ноября 1864 г. литературный вечер, который вызвал недовольство местной администрации и в следующем месяце Ядринцев тоже переехал в Томск, однако деятельность кружка не прекратилась. В Томске Потанин организовал кружок, также через Д. Л. Кузнецова удалось начать регулярно публиковаться в газете «Томские губернские ведомости» (в неофициальной, литературной части). Члены томского кружка почти каждую неделю проводили литературные вечера и спектакли в пользу сибирских студентов, апофеозом его деятельности стали публичные лекции по истории Сибири С. С. Шашкова в феврале 1865 г. — весной 1864 г. Шашков устраивал популярные публичные выступления в Красноярске, где также открыл частную школу и преподавал историю в гимназии, а по приглашению Потанина он прибыл в Томск. Лекции почти на 3 месяца стали городской сенсацией, что в марте привело к появлению приказа о внезапном обыске у Шашкова, однако в день подписания приказа он уже уезжал из города. Также с кон. 1850-х по сер. 1860-х гг. кружок существовал в Иркутске вокруг библиотеки М. П. Шестунова и в разное время его членами были М. В. Загоскин, В. И. Вагин, И. А. Пирожков, Н. М. Павлинов, И. В. Омулевский, И. В. Ушаров, С. С. Комаров, Н. Н. Пестерев, С. С. Попов, Н. С. Щукин и др. Последний вернулся в город в 1861 г. и быстро стал главой кружка. Для пропаганды своих идей кружок использовал «Иркутские губернские ведомости» и газету «Амур», Щукин смог издать сборник «Сибирские рассказы» и выступал с лекциями по истории Сибири и Иркутска, также планировалось создать собственный журнал художественной литературы «Сибиряк». В целом, деятельность областников носила скоординированный характер, также они имели связи с революционно-демократическим движением Европейской России, в частности, с ишутинцами, пытавшимися организовать побег Чернышевского с каторги. Деятельность областников имела исключительно пропагандистский характер с упором на периодическую печать и была направлена на молодежь и других образованных горожан Сибири, однако она в большей степени привлекла внимание местной администрации, нежели местной публики.
21 мая 1865 г. дежурный офицер Омского кадетского корпуса отбирает у одного из кадетов прокламацию «Патриотам Сибири», которую принес с собой младший брат Ф. Н. Усова. По факту обнаружения была образована следственная комиссия во главе с Ю. П. Пелино, также спешно проведён обыск в доме Усовых и обнаружены письма от Г. Потанина. Ф. Усов дал показания на Н. Ядринцева, Ф. Зимина, А. Шайтанова, С. Шашкова и Н. Щукина, после чего начались обыски у областников и их дельнейшие аресты, подозреваемые со всей Сибири свозились в Омск. Несмотря на все меры дознания, установить авторов прокламаций не удалось. 27 ноября 1865 г. следственная комиссия окончила работу и, как итог, Г. Потанину, Н. Ядринцеву, С. Шашкову и Н. Щукину было предъявлено обвинение в создании подпольной организации во главе с Потаниным с целью пропаганды и подготовки сепаратистского вооружённого восстания в Сибири. Остальные подозреваемые, общим числом в 19 человек, обвинялись в недонесении и, в зависимости от улик, в сопутствующих преступлениях. Арестованные были переведены на гауптвахту в Омскую крепость, однако условия содержания негласно были либеральными: камеры запирались только на ночь, а заключённым гауптвахты дозволялось уходить в город. Дело областников вызвало большой резонанс в регионе, идея сибирского патриотизма на время стала модной, а администрация после этого стала рассматривать любое вольнодумство в регионе как результат работы сибирских сепаратистов. Потанин, Шашков и Ядринцев во время заключения получили разрешение продолжить разбор и систематизацию дел Омского архива. Дела обвиняемых рассматривались заочно в Петербурге, а на ужесточение приговора повлияло покушение Каракозова на Александра II. 20 февраля 1868 Сенат вынес приговор, который после коррекции и утверждения императором был отправлен в Омск и доставлен туда 13 мая: Г. Н. Потанин приговорён к 5 годам каторги в Финляндии и последующей ссылке, Д. Шайтанов, Н. Щукин и Н. Ядринцев лишались прав состояния и высылались в Архангельскую губернию, братья Усовы, Н. В. Ушаров и А. Е. Золотин высылались туда же без лишения прав состояния; остальные освобождались за отсутствием прямых улик. Утром 16 мая состоялась процедура гражданской казни Потанина, а вечером он в ножных кандалах был отправлен на место каторги, остальные по этапу добрались к сентябрю до Нижнего Новгорода, откуда отправились к местам ссылки.

### Конец XIX века
Г. Н. Потанин отбывал каторгу в Свеаборге, где находился до ноября 1871 г., затем до 1874 г. был ссыльным Тотьме и Никольске Вологодской губернии. После получения помилования он сконцентрировался на научной деятельности и совершил несколько длительных путешествий по Центральной Азии. Потанин не терял связи с Ядринцевым, но не принимал практического участия в его деятельности.

Судьба остальных областников сложилась по-разному: Н. С. Щукин и Н. В. Ушаров скончались в ссылке, А. П. Щапов обнищал и скончался в 1876 г. в Иркутске, в 1883 г. умер М. П. Шестунов, а Ф. Н. Усов и А. П. Нестеров продолжили службу в казачьих войсках, не порывая связи с областничеством. А. Д. Шайтанов вернулся в родной Усть-Каменогорск, Н. И. Наумов в 1870-е гг. стал популярным писателем-народником, он участвовал в создании журнала «Русское богатство», а в 1884 г. вернулся в Сибирь. Тяжело больной С. С. Шашков получил в 1874 г. амнистию, поселился в Новгороде и активно сотрудничал с демократическими журналами. Иркутяне В. И. Вагин и М. В. Загоскин редактировали газету «Сибирь» и подвергались полицейским преследованиям.

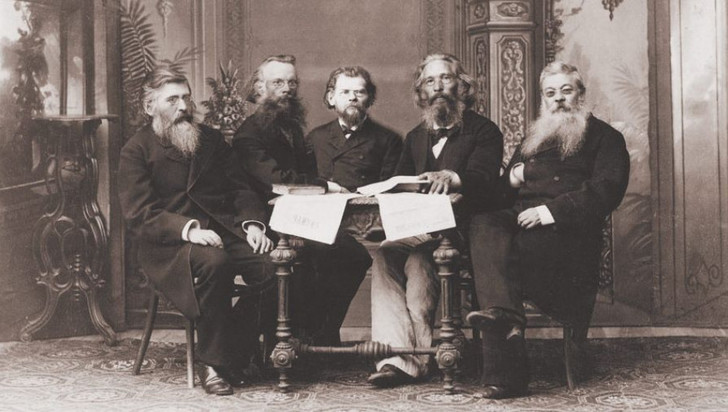
М. Я. Писарев, Н. М. Ядринцев, Г. Н. Потанин, М. В. Загоскин и А. П. Нестеров (слева направо) в начале 1890-х годов

Среди примкнувших к областничеству в этот период лиц можно указать П. М. Головачёва, А. В. Адрианова, П. В. Вологодского, Вл. М. Крутовского. А. Адрианов был издателем и редактором «Сибирской газеты», П. Вологодский участвовал в «Ядринцевских четвергах» и был апологетом судебной реформы в Сибири, а Вл. Крутовский, который считал себя одновременно областником и последователем Н. К. Михайловского, окончил медико-хирургическую академию и занялся медицинской практикой в Красноярске. Головачёв, Вологодский и Крутовский принимали также участие в деятельности народнических кружков в Петербурге.
Начиная с кон. 1860-х гг. шёл процесс доработки программы областничества, также именно в конце XIX века возник сам термин «областничество», а главным идеологом движения становится Н. М. Ядринцев. В 1876—1881 гг. он работал в Главном управлении Западной Сибири при генерал-губернаторе Н. Г. Казнакове. С 1882 г. он издаёт в Санкт-Петербурге газету «Восточное обозрение» (в Иркутске с 1888 г.), с 1886 г. — научно-литературное к нему приложение «Сибирский сборник», первый журнал в Восточной Сибири, также он опубликовал ряд фундаментальных исследований и совершил несколько научных экспедиций.
Всеобъемлющее обоснование колониального положения Сибири Н. Ядринцев дал в книге «Сибирь как колония». Согласно Ядринцеву, штрафная колонизация, произвол некоренных чиновников и колониальная политика правительства, направленная к выгоде среднерусских помещиков и капиталистов, привели к нивелированию позитивных сторон Сибири (отсутствие крепостного права, веротерпимость, обилие земли) и её социально-экономической и культурной отсталости по сравнению с метрополией и с такими странами-колониями как США, Канада и Австралия. В условиях укрепления централизаторских настроений в народничестве Н. М. Ядринцев и К. В. Лаврский стали застрельщиками в постановке проблемы соотношения центра и периферии и вступили в полемику с такими авторами как Д. Л. Мордовцев и П. Н. Ткачёв. Областники примыкали к умеренному крылу народничества, которое в 1870-е гг. только начало оформляться, что в дальнейшем привело к конфликту между ними и революционной интеллигенцией.
Само областничество трактуется его последователями как стремление к культурному развитию своего региона, равно как и к обоснованию его природно-климатической и этнографической самобытности, а, следовательно, и его права на автономию. Г. Н. Потанин в 1873—1876 гг. через теорию П.-Ж. Прудона стремился связать появление областей с территориальным расширением общин: Уральское казачье войско он считал общиной-областью, а в Сибири, на его взгляд, общины распались при колонизации и начали вновь складываться только к сер. XIX в. Н. М. Ядринцев же увлёкся в нач. 1870-х гг. марксизмом, признал существование в России капиталистических отношений и стал считать их развитие прогрессивным явлением; он быстро вернулся на народнические позиции, однако он смог наметить экономический аспект сибирской самобытности. В целом, областники считали, что Сибирь является сельскохозяйственным регионом, в котором только начинается развитие промышленности. Расслоение общины и формирование торгово-промышленной буржуазии они считали исключительно экзогенными явлениями: в отличие от Европейской России, Сибирь ещё не встала на капиталистический путь развития и могла его избежать через развитие общинного начала, сельского хозяйства и кустарных промыслов. Г. Потанин, в частности, поддерживал развитие производительных сил региона, но отмежевывался от экономического либерализма по гуманистическим соображениям, а сибирские города он считал лишь колониями московских мануфактур. Реализацию общинно-социалистического пути развития Сибири областники считали возможной посредством реформ на государственном уровне. При этом, как и другие народники, областники, с одной стороны, признавали деградацию крестьянской общины, но, с другой стороны, продолжали верить в крепость её традиционных устоев.
По мнению М. В. Шиловского, у «лидеров движения сложились своеобразные отношения с буржуазией региона». Как публицист, Н. М. Ядринцев в серии сатирических фельетонов вывел обобщённый образ «Кондрата» — сибирского нувориша, который сколотил капитал путём грабительского ростовщичества, но имел «добродетели» в виде прощения безнадёжного долга и отдельных актов благотворительности. Однако Ядринцев при этом водил дружбу с такими сибирскими предпринимателями как В. П. Сукачёв, А. М. Сибиряков, А. К. Трапезников и др., от которых не всегда успешно выпрашивал финансирование.
Областники активно взаимодействовали со ссыльными народниками. Так, с «Сибирской газетой» сотрудничали Ф. В. Волховский, Д. А. Клеменц, Г. Ф. Зданович, С. Л. Чудновский, Н. Е. Каронин-Петропавловский, А. И. Иванчин-Писарев, Г. А. Мачтет, П. А. Голубев, К. М. Станюкович, М. Н. Загибалов, И. И. Попов, И. С. Джабарди и проч. Влияние ссыльных на «Сибирскую газету» было столь значительным, что вызывало недовольство со стороны Ядринцева. В свою очередь корреспондентами его «Восточного обозрения» являлись Ф. В. Волховский, Д. А. Клеменц, 3. Б. Демьяновский, С. Ф. Ковалик, Е. И. Яковенко, П. Ф. Якубович, П. Г. Зайчневский, И. И. Попов и др. Общая народническая платформа сближала областников с такими отбывавшими ссылку писателями как В. Г. Короленко, С. Н. Кривенко, И. Г. Прыжов, С. Я. Елпатьевский, Н. Е. Каронин-Петропавловский, Н. М. Астырев и П. П. Червинского, однако имелись и расхождения: только коренной сибиряк, по мнению областников, мог быть в полной мере местным культурным деятелем, в то время как пришлая интеллигенция не всегда глубоко погружалась в местную жизнь, а местные особенности нередко казались им чем-то требующим преодоления. Сходным образом областники отрицательно относились к попыткам сибиряков поднимать общероссийские проблемы, что, на их взгляд, представляет собой пренебрежение местными интересами. А именно местный патриотизм и развитие местной культуры, по убеждению Г. Н. Потанина, правильно поставят и общеполитические проблемы, и дадут основу правовому демократическому порядку, на что не способна якобинская тактика.
Главным требованием областников было введение земского самоуправления в Сибири, которое совместно с администрацией должно было реализовывать областническую программу переустройства Сибири, однако ни одного областнического проекта реализации в регионе Земского положения 1864 г. до XXI века не дошло, но предполагалось, что сибирские земства будут способствовать развитию производительных сил региона. В силу социального состава региона, сибирское земство должно было быть не либеральным, а демократическим. Сам тезис об однородности социального состава Сибири стал краеугольным камнем областничества: на этом основании областники считали себя выразителями интересов всего населения Сибири и отрицали наличие в регионе основы для социальных конфликтов, в том числе классовой борьбы. Другими важными положениями областнической программы были разделение администрации и суда, совершенствование городского самоуправления и развитие народного просвещения. Именно просвещение и местная интеллигенция имели в глазах областников решающее значение для решение подавляющего большинства проблем внутренней жизни Сибири, а для некоторых из них (в частности, для М. В. Загоскина) культура приобретала самодовлеющее значение. Основным институтом создания местной интеллигенции должен был стать Сибирский университет, идею которого областники регулярно пропагандировали. Одним из аспектов развития культуры в Сибири виделось оформление самобытной сибирской литературы, видными представителями которой стали Н. М. Ядринцев, Н. И. Наумов, М. В. Загоскин, И. В. Омулевский, И. А. Кущевский, В. М. Михеев и др.
Большое значение для областнической пропаганды имело празднование в 1881—1882 гг. 300-летия начала присоединения Сибири, подготовку к которому областники начали загодя, помещая в демократических журналах серии статей о регионе с целью привлечь внимание к нуждам Сибири и необходимости проведения в ней реформ. В Санкт-Петербурге, Москве и ряде сибирских городов при праздновании устраивались торжественные обеды, а постфактум в регионе сложилась традиция ежегодно отмечать т. н. «сибирский день» 26 октября (в день решающего сражения между войсками Ермака и Кучума), которая продержалась до 1919 г. «Сибирскому дню» посвящались специальные выпуски газет и журналов, проходили презентации новых изданий о Сибири и торжественные заседания муниципальных органов, приурочивалось открытие школ, библиотек, народных домов и проч.
В кон. XIX в. областники внесли весомый вклад в научное изучение Сибири. Так, ещё в 1870-е гг. А. П. Щапов по заданию Восточно-Сибирского отдела ИРГО совершил ряд этнографических поездок в Приангарье и верховья Лены. Г. Н. Потанин, правитель дел этого отдела в 1887—1890 гг., смог поправить финансовое положение отдела за счёт пожертвований и открыть ряд новых секций. Также он организовал некое подобие музея: по воскресеньям публично демонстрировалась часть материалов отдела, проводились экскурсии. Этнографическая секция развернула активную деятельность по изучению бурят, привлекая в том числе представителей этого народа (М. Н. Хангалов, П. Баторов). Активно работали в отделе В. И. Вагин, М. В. Загоскин, М. Я. Писарев, Н. М. Ядринцев, С. С. Попов, П. В. Вологодский, А. В. Адрианов, Н. Н. Козьмин, И. А. Пирожков, Д. И. Першин, А. В. Потанина и др. Всемирную известность получили путешествия Г. Н. Потанина в Центральную Азию в 1876—1877, 1879—1880, 1884—1886, 1892—1893 гг., в промежутках между которыми шла обработка собранных материалов. Велики научные заслуги и Н. М. Ядринцева: стоявший вместе с Потаниным у истоков Западно-Сибирского отдела ИРГО, он совершил несколько поездок на Алтай и в Забайкалье, а в 1889 г. он открыл руины Каракорума — столицы Монгольской империи. Научными изысканиями также занимались А. В. Адрианов, В. И. Вагин, М. В. Загоскин, Ф. Н. Усов, Вл. М. Крутовский.

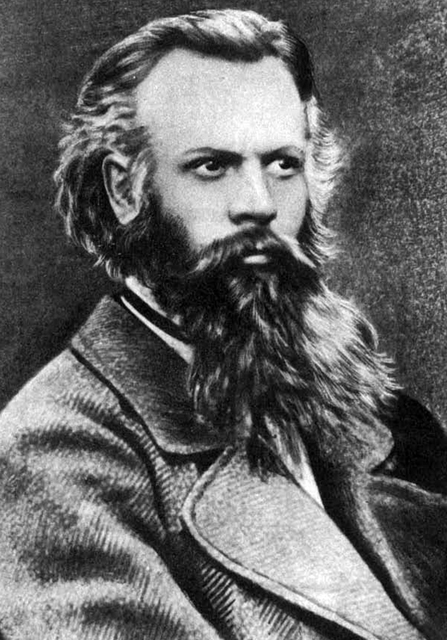
Ядринцев Николай Михайлович

Н. М. Ядринцев в своих публикациях подробно рассматривал вопрос об уголовной ссылке в Сибирь и выступал против неё как с обще-гуманистических, так и с регионально-патриотических позиций, поскольку она не только не исправляла личности преступника, но также и оказывала негативное социальное, экономическое, культурное и экологическое воздействие на районы высылки. По мнению Ядринцева, отмена ссылки для Сибири будет по важности сопоставима с отменой крепостного права в России. Правительственная политика в отношении инородцев также им подвергалась критике: их незавидное положение, согласно Ядринцеву, есть результат внешних неблагоприятных условий. Областники выступали против любых духовных миссий, как насильственно насаждающих мировоззрение, и поддерживали развитие светской культуры как средства борьбы с религиозной нетерпимостью, а решение этнических проблем они видели в гармоничном развитии этносов через просвещение (в том числе на родных языках) и коллективизм. Потанин и Ядринцев видели будущее человечества в синтезе азиатских и европейских форм культуры и в возрождении на этой основе народов Востока, а историческую миссию Сибири — в посреднической роли, в мирном развитии в ней науки и просвещения, которые должно было через торговлю обеспечить её влияние на остальную Азию. Концептуальной основой работ Потанина было представление об определяющей роли природы и климата на развитие народов: так, именно равнинный рельеф Монголии привел к формированию кочевого быта и, следовательно, к кочевой культуре. Он же стоял у истоков «родиноведения», указывая на особую роль сельских интеллигенции и школы.
В отличие от 1850—1860-х гг., в конце XIX века областники не пытались организационно оформить своё движение, а только вели пропаганду своих взглядов в печати, причем актив концентрировался вокруг трёх газет: иркутская «Сибирь», петербургское «Восточное обозрение» и томская «Сибирская газета». С 1886 г. также издавался «Сибирский сборник» — научно-литературное приложение к «Восточному обозрению». Неким подобием кружка стали в 1880-е гг. «Ядринцевские четверги» — еженедельные вечерние встречи в Петербурге на квартире Ядринцевых, которые приурочивались к очередному выпуску «Восточного обозрения». Их посещали преимущественно студенты из Сибири, а также учёные и литераторы — такие как В. И. Семевский, А. М. Скабчиевский, В. В. Радлов, М. В. Певцов, В. П. Острогорский, Л. Ф. Пантелеев, А. А. Кауфман, Дж. Кеннан, Г. Н. Потанин, Д. Н. Мамин-Сибиряк, В. В. Лесевич, А. И. Введенский и др. Газеты испытывали административный прессинг и, как итог, «Сибирь» была закрыта в 1887 г., а «Сибирская газета» — ещё год спустя. В 1888 г. Ядринцев переводит редакцию «Восточного обозрения» из Петербурга в Иркутск, полагая, что издаваемая в Сибири газета будет актуальнее и лучше приживётся. Однако поддержка Иркутского генерал-губернатора А. П. Игнатьева и иркутского городского головы В. П. Сукачёва вышла областнику боком: его престиж в глазах городской интеллигенции пал, против областничества выступила группа местной молодёжи во главе с Н. М. Астыревым, что стало для Ядринцева сильным ударом, который совпал со смертью его жены. Он остался едва ли не единственным сотрудником газеты, что нанесло ущерб её качеству.
При всей активной деятельности, областническое движение к сер. 1890-х гг. находилось в глубоком кризисе. А. П. Щапов, С. С. Шашков, Ф. Н. Усов, М. П. Шешуков скончались, в силу преклонного возраста отошли от активной общественной деятельности В. И. Вагин, М. В. Загоскин, Н. И. Наумов, а в 1894 г. окончил жизнь самоубийством Н. М. Ядринцев. Последний ещё в 1893 г. посетил международную выставку в Чикаго, которая его неприятно поразила из-за сравнения США и Сибири явно не в пользу последней. В опубликованной анонимно в Женеве работе «Иллюзия величия и ничтожество», — которую М. В. Шиловский считает подобной «Философическим письмам» П. Я. Чаадаева, — Ядринцев анализирует внутреннее развитие России в XIX в. и её международное положение, апокалиптически прорицая её крах, и выказывает разочарование в западничестве, в славянофильстве и в народничестве. Согласно М. В. Шиловскому, в основе кризиса движения лежало несоответствие между народническими подходами областников и реальным развитием капитализма в Сибири.

### Рубеж XIX—XX веков
Достигнув пика кризиса в сер. 1890-х гг., областничество постепенно начинает из него выходить. Единоличным лидером становится Г. Н . Потанин, который сам переживал депрессивные состояния в связи с неудачами движения и гибелью жены во время экспедиции 1892—1893 гг. Его единомышленниками в казанный период были А. В. Адрианов, В. И. Вагин, Д. М. и П. М. Головачёвы, В. И. Анучин, В. А. Горохов, П. В. Вологодский, М. В. Загоскин, Вл. М. Крутовский, Н. Н. Козьмин. С областниками активно сотрудничали ссыльные народники С. П. Швецов, Д. А. Клеменц, И. И. Попов, В. А. Караулов, М. Н. Загибалов, А. Н. Шипицын, а также близкие им по взглядам М. Н. Вознесенский, Н. Я. Новомбергский, Н. В. Соколов. У областников также сложились контакты с представителями либеральной интеллигенции — М. И. Боголеповым, И. А. Малиновским, М. Н. Соболевым, В. А. Обручевым, А. В. Витте, А. Н. Гаттенбергером, Е. Г. Шольпом, П. И. Кусковым, П. К. Гудковым, Г. 3. Андрониковым, М. П. Овчинниковым, В. К. Штильке. Кроме того, к 1905 г. к сотрудничеству с областниками также пришли активно работавшие в социал-демократических организациях Иркутска и Барнаула И. И. Серебренников и Л. И. Шумиловский. Политические взгляды большинства собственно областников характеризовались расплывчатостью, которые накладывались на личные симпатии и антипатии, что М. В. Шиловский объясняет слабой политико-идеологической дифференциацией внутри сибирской интеллигенции, которая будет сохраняться вплоть до 1917 г.
Сразу после смерти Ядринцева Г. Н. Потанин был наиболее озабочен увековечиванием памяти покойного и дальнейшей судьбой газеты «Восточное обозрение». Уже в 1895 г. в свет вышел биографический очерк о Ядринцеве авторства Потанина и Б. Б. Глинского, а в 1904 г. была опубликована биография авторства М. К. Лемке. Газета в конечном счёте досталась И. И. Попову, который сделал её популярнее, но превратил из областнического издания в умеренно-народническое. Последнее привело к конфликту с Г. Н. Потаниным, который, в частности, был недоволен наличием публикаций П. Г. Зайчневского. Разрыв произошел в 1901—1902 гг. в связи со срывом его назначения на должность редактора иркутской газеты «Байкал», которая должна была принадлежать редакции «Восточного обозрения». Потанин прекратил сотрудничество с Поповым, а в 1905 г. между ними разгорелась полемика по поводу перспектив существования сибирского областничества как такового.
В 1894 г. П. И. Макушин приступил к изданию газеты «Томский справочный листок», которая с 1897 г. получила название «Сибирская жизнь». Она поддерживала областническую проблематику, а к 1905 г. стала одной из самых популярных в Сибири. Также областники сотрудничали с томской газетой «Сибирский вестник» и с тобольским «Сибирским листком». Попытки организовать собственное периодическое издание успеха не имели.
Областники требовали земского самоуправления для Сибири и в 1864 г., и 40 лет спустя, ибо только она, по их мнению, могла предотвратить расслоение крестьянства. При этом только в на рубеже веков у них появляются первые, пока ещё чисто умозрительные, проекты применения земского законодательства для Сибири. Так, останавливаясь 1900 г. на двухступенчатой модели самоуправления (уезд и губерния), в была подробнее рассмотрена куриальная система: вместо трёх курий предлагалось создать четыре: курия крестьян, казаков и инородцев; курия владельцев городского имущества; курия торгово-промышленных предприятий (специфическая для Сибири); курия частных землевладельцев. Частного землевладения в Сибири почти не было и областники полагали, что если земство в Сибири не вводится из-за отсутствия помещиков, то частные землевладельцы могут послужить их социально-политическим эрзацем, что должно было повысить шансы введения земств. Также предлагалось в связи с низкой грамотностью населения позволять ему иметь представителей из других сословий (что де-факто поставило бы под контроль областников и вообще региональной интеллигенции местное самоуправление). В 1902 г. учреждаются, в том числе в Сибири, губернские и уездные комитеты Особого совещания о нуждах сельскохозяйственной промышленности, что позволило актуализировать вопрос о сибирском земстве, а также о создании мелкой земской единицы — на уровне волости. На местах эти вопросы за единичными исключениями были решены положительно. Е. Г. Шольп разработал проект сибирского земства с системой трёх курий, который предполагал также учреждения волостного уровня самоуправления. Однако оба проекта остались без последствий.

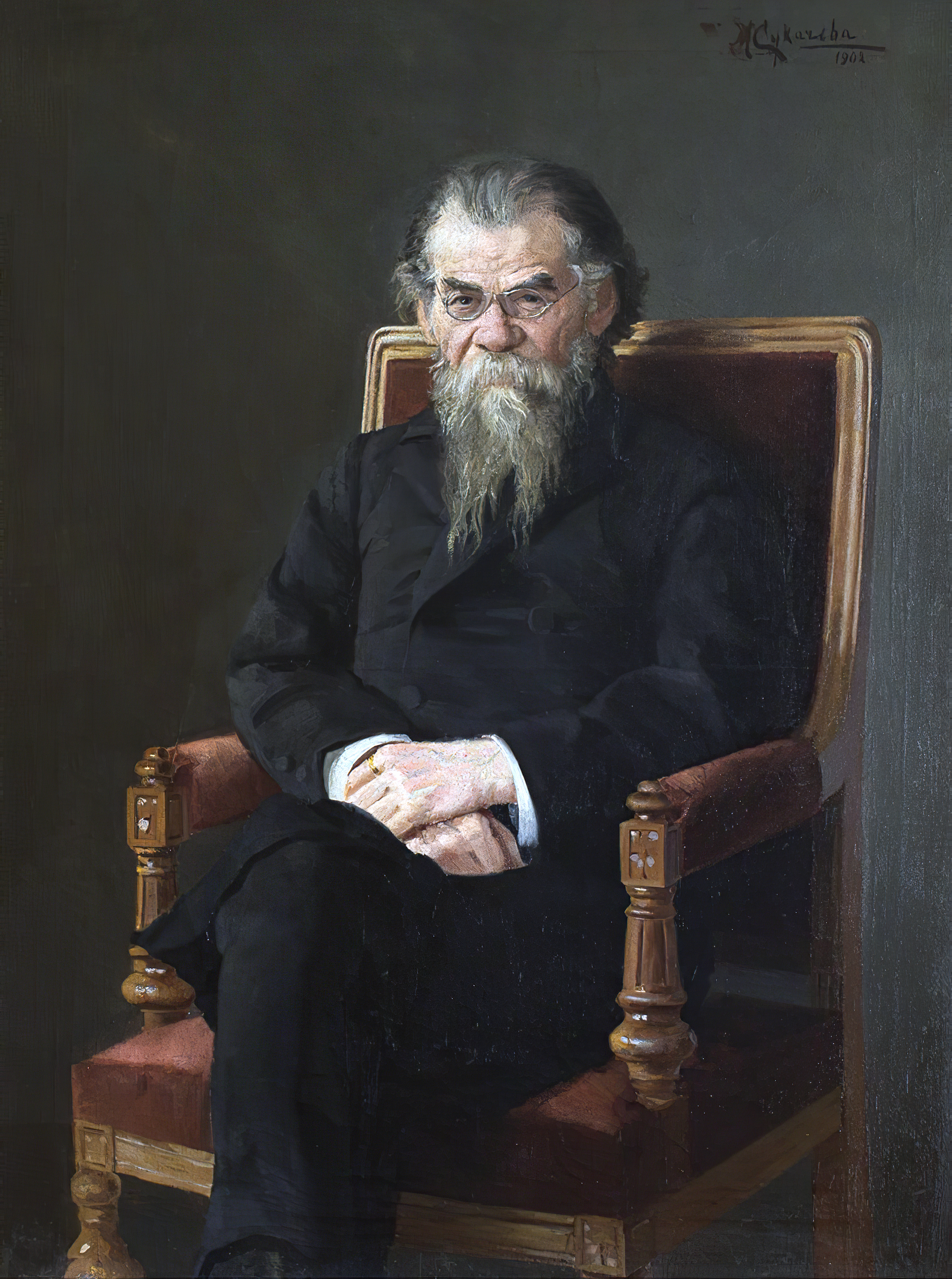
«Портрет Григория Николаевича Потанина» кисти Марии Сукачёвой, 1902 г.

Продолжал разрабатываться «инородческий вопрос». Абсолютная численность населения коренных народов Сибири во 2-й пол. XIX в. увеличивалась, однако областники полагали, что она уменьшалась (они были правы в отношении народов северной и северо-восточной Сибири). П. М. Головачёв объяснял их вымирание негативным влиянием русского населения на их экономику и быт. Областники по-прежнему подвергали критике сложившуюся систему управления коренными народами, продолжалась наработка проектов улучшения их быта; так, например, за казахами, бурятами и якутами уже признавалось право на местное самоуправление. Всё так же областники критиковали политику русификации, выступали против обращения сибирских народов в христианство, ислам и буддизм. Однако поддержка коренных народов теперь связана не только с гуманизмом, но и с практическими соображениями освоения труднодоступных территорий.
На рубеже веков практическая деятельность областников велась, главным образом, в сфере культуры и образования. Культурническое движение к востоку от Урала началось раньше, чем к западу от него (в 1890-е гг.), и преследовало оно цель просвещения широких слоёв населения через организацию публичных чтений и выставок, экскурсий, экспедиций, просветительских обществ, музеев, образовательных учреждений и проч. Областники продолжали пытаться сформировать самостоятельную сибирскую литературу, театр, музыку (в частности, предпринимались попытки создания сибирского гимна или марша), интеллигенцию и т. д. — эта тенденция получила название «сибирского культурного сепаратизма», который обосновывался спецификой природно-климатических, этнографических и социально-экономических условий Сибири. Культурной автономии Сибири должна была добиваться местная интеллигенция, выходящая из сибирского народа и являющаяся носителем «областного начала». Проблему формирования местной интеллигенции Г. Н. Потанин ставил на один уровень с вопросом автономии самого региона и для увеличения её численности предлагал добиваться преобладания сибирской молодёжи в среде студентов Томского университета.
С прекращением уголовной ссылки в Сибирь в 1900 г. областники полагали вопрос о ней исчерпанным. И если к уголовной ссылке они всегда относились отрицательно, то к политической более лояльно, так как это был один из каналов пополнения интеллигенции в регионе. Народники, преобладавшие в среде ссыльных в 1870—1880-х гг., на поселении стремились отойти от политической деятельности в пользу культурнической, что совпадало с интересами областников. Однако с сер. 1890-х гг. среди ссыльных увеличивается количество социал-демократов, которые уже не отходили от политической деятельности, а продвигали на местах свои партийные интересы, что приводило к конфликтам с областниками как в практическом, так и идейном аспектах. По этой причине областники начинают теперь высказываться за упразднение и политической ссылки, а также в некоторой степени ограничивают свои контакты с общероссийскими изданиями и социально-политическими силами.
На рубеже веков происходит пересмотр программных положений областничества, который начался с экономических аспектов, что привело к разделению областников на либеральное и неонародническое крылья. Согласно областникам-неонародникам, совмещавшими народнические взгляды с элементами марксизма и либерализма, Сибирь до 1890-х гг. не знала капитализма, а потому они пытались перенести на неё концепцию общинного социализма, идеализируя старожильческое крестьянство; капитализм они считали явлением, которое насаждается правительством, и отдавали предпочтение кустарным производствам и кооперации, а главным их политическим требованием было введение земского самоуправления в регионе. Областники-либералы же выступали за стимулирование развития капитализма в Сибири, считая его прогрессивным для неё явлением; имея схожую с неонародниками политическую программу, они также ратовали за отмену челябинского тарифного перелома, введение порто-франко в устьях Оби и Енисея, а также привлечение в Сибирь иностранного капитала.
В те же годы у областников окончательно складывается представление о Сибири как российской колонии. П. М. Головачев, А. В. Адрианов и Г. Н. Потанин обосновывали тезис о формировании в регионе сибирского этнографического типа русского народа, который сформировался под влиянием местных природно-климатических условий, и на основе этого тезиса требовали предоставления Сибири региональной автономии, в частности права на местную законотворческую деятельность. Впоследствии этнографический и географический доводы были отброшены в пользу экономического, поскольку областники начинают осознавать, что в XX веке движущей силой социально-экономического развития Сибири становятся купцы и промышленники. Так, требование открыть регион для иностранного капитала обосновывался как невозможностью развивать сибирскую промышленность одними лишь местными и среднерусскими капиталами, так и большей «культурностью» иностранных предпринимателей, что также должно было пойти Сибири на пользу. Требование открытия в устьях Оби и Енисея было вызвано отменой правительством беспошлинной торговли в этих зонах в 1898 г., областники отмечали направленность этого проекта, равно как и проекта Северного морского пути, против интересов буржуазии Европейской России. Однако по поводу обустройства железнодорожного сообщения в Сибири у областников в нач. XX века сложилось преимущественное мнение, поскольку она, как они полагали, лишь усугубляла колониальное положение региона. При этом до самого 1917 г. они считали, что капитализм в Сибири находится только в зачаточном состоянии и что здесь, следовательно, не существует, в отличие от Европейской России, «рабочего вопроса». Интересы двух крыльев областничества сходились на сельском хозяйстве и сибирском крестьянстве, чьи интересы ставились во главу угла и связывались с сохранением и укреплением общины. До XX века областники отрицали капиталистический путь развития сибирской деревни, который начался в кон. XIX века, но перед напором фактов были признать его. Акцент на развитии артелей был обусловлен неонародническим тезисом об идентичности общины и артели, единая артель-община провозглашалась универсальным спасением от капитализма. При этом областники не успели ещё осознать изменения политики правительства в сфере переселений с ограничительной на поощрительную. В целом, на рубеже XIX—XX веков экономические воззрения областников были эклектичными: в промышленной сфере либеральными, а в сельскохозяйственной — неонародническими, причем постепенно происходит эволюция от народничества к либерализму.

### Первая русская революция
С началом революции 1905—1907 гг. областники включаются в борьбу за введение в Сибири земского самоуправления, катализирующую роль в которой сыграли русско-японская война, т. н. «банкетная кампания» и рескрипт Николая II иркутскому генерал-губернатору П. И. Кутайсову от 3 апреля 1905 г. о необходимости введения земства на восточных окраинах империи. Г. Н. Потанин был одним из организаторов банкета 12 января в железнодорожном собрании, который из-за активистов РСДРП перерос в антиправительственный митинг, получивший всероссийскую известность. Императорский рескрипт активизировал разработки проектов сибирского земства в Томске, Иркутске и Красноярске.
В Томске при участии Г. Н. Потанина членами юридического общества при Томском университете (П. В. Вологодский, М. Н. Вознесенский, А. Н. Гаттенбергер, И. А. Малиновский, М. И. Боголепов, М. Н. Соболев и др.) был подготовлен «Проект основных начал положения о земских учреждениях в Сибири». Помимо волостного, уездного и губернского уровней земского самоуправления также ещё и областное. В земское областное собрание должны были войти представители Тобольской, Томской, Енисейской, Иркутской губерний, Якутской и Забайкальской областей, Степного и Приамурского генерал-губернаторств. К его компетенциям относились заведование путями сообщений, общественной безопасностью, всеми землями региона, а также издание обязательных для местных жителей постановлений. Основными источниками земских доходов должны были стать земли, леса и недра в их собственности. Руководящими органами на местах были земские собрания, управы и комиссии. Председатели и члены управ должны были удовлетворять образовательному цензу: областная и губернские — не ниже среднего образования, уездные — по крайней мере начальное. Примерно в то же время отдел ИРГО в Иркутске выступил с инициативной создания всесибирского земства, а Вл. Крутовский 20 мая 1905 г. на заседании красноярского Общества врачей первым публично озвучил и обосновал идею общесибирской земской думы.
Томский проект в конце апреля 1905 г. был обсуждён на совместном заседании шести местных обществ: юридического, технического, сельскохозяйственного, попечения о начальном образовании, взаимопомощи учащихся и учивших, практических врачей. На нём эсер М. Н. Вознесенский предложил назвать всесибирское собрание «Сибирской областной думой». Часть участников отвергала проект областного земства, однако Г. Н. Потанин смог их склонить на свою сторону и добиться их согласия на создание Сибирского областного союза как органа, борющегося за самоуправление на региональном уровне. Прежний проект превратился в «Проект основных положений Сибирского областного союза», который был одобрен 5 мая 1905 г. на повторном заседании и опубликован. Новый проект постулировал Сибирь как обособленную область, которая, будучи неразрывной частью России, должна иметь областную автономию и более мелкие самоуправляемые земские единицы. К компетенциям областной думы должны относиться местные бюджеты, образовательная система, общественная безопасность, местные тариф и пути сообщения, система здравоохранения, распоряжение областными землями государственного фонда (включая леса, воды и недра), а также обустройство переселенцев из-за Урала в аспекте землепользования. Также выдвигались требования созыва Учредительного собрания и гарантий гражданских прав и свобод.
М. В. Шиловский считает проект «эклектичным и разорванным» и объясняет это стремлением областников учитывать интересы как либералов, так и неонародников при единстве оппозиционных сил, которое держалось до осени 1905 г. Они начинают выступать в качестве общерегиональной, надклассовой и надпартийной силы. При этом томский проект был встречен холодно и даже враждебно, что Шиловский связывает с публикацией 6 августа Манифеста об учреждении Государственной думы и положений о выборах в неё: это оттолкнуло значительную часть местной интеллигенции от сибирского проекта. Крах проекта «булыгинской думы» и возрастание революционных настроений подстегнули осенью 1905 г. обсуждения проектов земского самоуправления в Сибири, общее их число было около 20 и которые подверглись влиянию проекта из Томска.
Редактор «Восточного обозрения» И. И. Попов подготовил самый известный проект, альтернативный томскому. Он предполагал создание для Западной и Восточной Сибири двух отдельных областных дум с перспективной создания в будущем на территориях Сибири и Туркестана нескольких десятков областных автономий. При этом проект допускал создание съезда представителей губернских (областных) земств Сибири с постоянно действующим бюро. Одновременно с этим, однако, Попов выступил против областничества: он считал, что экономическое и культурное развитие Сибири сгладило различия между ней и Россией, а потому при введении в ней земства областничество окончательно себя исчерпает. Это вызвало гнев Г. Н. Потанина, однако в ходе полемики его поддержали только томские эсеры, которые позволили ему выступать со страниц «Сибирского вестника».
Обстоятельства созыва съезда Сибирского областного союза являются малоизученными. Известно, что в его подготовке активно участвовали П. В. Вологодский и М. Н. Вознесенский, а сама подготовка, вероятно, шла с нач. мая 1905 г. Целью было создание Сибирского областного союза и утверждение его программы во имя укрепления прогрессивных сил Сибири и защиты местных нужд. Ожидалось, что в Союз войдут как областники (в том числе эсеры), так и пришлые кадеты-прогрессисты, причем прогнозировалось, что последних будет подавляющее большинство. Вероятно, съезд состоялся 28-29 августа 1905 г., принял «Основные положения Сибирского областного союза», а также избрал делегатов от неземской Сибири на земский съезд в Москве, который состоялся 12-15 сентября. Среди участников августовского съезда целом были делегаты от Томска, Иркутска, Красноярска, Мариинска, села Берского и Омска; персонально среди участников можно отметить В. А. Караулова, И. Е. Козлова, А. В. Витте, Г. Н. Потанина, А. И. Бычкова, В. А. Горохова. Отмечается, что принятые «Основные положения…» не утверждали автономии Сибири на государственном уровне, а вписывали её в систему местного самоуправления в рамках унитарного государства.
В отличие от партийных политических сил, областникам не удалось консолидироваться в организацию. Более того, в уже 25-27 октября 1905 г. в красноярском отделении Сибирского областного союза произошёл раскол и выделилась «Свободная народная партия», в то время как местная ячейка Областного союза прекратила существование в конце года. Социал-демократы чётко обозначили своё неприятие областничества как нереволюционной, союзной либералам силы, которая лозунгами о самобытности и автономии региона затушёвывает классовую борьбу, однако между либералами и социал-демократами на практике не было непреодолимой стены: во время выборов во II Государственную думу они заключают блок в Чите, Иркутске и Кургане, а в Омске и Тобольске проводят общие (организованные либералами) акции протеста. Сходным было и отношение областников к марксистам: если П. М. Головачёв считал из-за малочисленности сибирского пролетариата РСДРП бесперспективной в регионе, то Г. Н. Потанин, который имел разногласия с кадетами, считал местный марксистский актив зародышем будущей сибирской социал-демократической партии. В июне 1907 г. нелегальная газета красноярского комитета РСДРП выступила против столыпинской реформы и заявила, что только автономная Сибирь должна распоряжаться своими землями. Кадеты же, в целом, позитивно относились к идее общесибирского земства, однако Г. Н. Потанин не желал слияния областников с кадетской партией, хотя та и предлагала всемерное сотрудничество, в том числе и из-за более правой позиции сибирских либералов по сравнению с их зауральскими сопартийцами; в 1906 г. разногласия были преодолены и сотрудничество возобновилось. В период подъёма Первой русской революции симпатии Г. Н. Потанина были на стороне эсеров, те оказывали поддержу областникам по вопросу об областной автономии, а в местных ячейках Сибирского областного союза возникали эсеровские и кадетские фракции, причем эсеры строго придерживались принципа организации Союза как надпартийной силы. Однако в 1906—1907 гг. областники отдают предпочтение кадетам, поскольку мечты об учреждении областной думы начинают возлагаться на Государственную думу, которую эсеры бойкотировали; при этом разрыва отношений между ними не последовало, а среди областников видное место заняли такие социалисты-революционеры как М. Б. Шатилов, В. И. Анучин, П. В. Вологодский, А. Н. Шипицын и др. C октябристами же у кадетов и областников сложились конфронтационные отношения, поскольку те были сторонниками унитаризма и выражали интересы крупной среднерусской буржуазии, которая рассматривала Сибирь лишь как источник сырья и аграрной продукции. В целом, блок областников, эсеров и кадетов развалился после публикации Манифеста 17 октября, а к концу революции наметился очередной кризис областнического движения, поскольку областникам не удалось увлечь за собой интеллигенцию региона, а надежды на Государственную думу не оправдались.

### Между революциями
По окончании Первой русской революции областничество вступило в полосу кризиса, связанного с политической реакцией, а также ослаблением (вплоть до развала) политических партий в регионе. В первую очередь пострадали организации эсеров, которые стали внедряться в местные кооперативные объединения — в 1917 г. они станут базой для восстановления сибирских ячеек Партии социалистов-революционеров. Их взаимодействие с областниками усилилось: вместе они стали вести работу с учащейся молодёжью. Организации кадетов также развалились, но областники продолжали с ними взаимодействовать, совместно отстаивая идеи земской реформы в Сибири, ускоренного развития региона, ограждения сибирских предпринимателей от зауральских конкурентов. С народными социалистами также было налажено сотрудничество, поскольку их объединяли общее прошлое как умеренных народников, знакомство с Н. К. Михайловским и В. А. Мякотиным, а также близкие политические программы. Отсутствие сильной социальной и политической дифференциации в сибирских городах нач. XX в. обусловило возможность сотрудничества большинства оппозиционных политических сил с областничеством, а также относительно лёгкую смену партийной принадлежности отдельными лицами. В таких условиях областничество выступало объединяющей платформой для либералов, неонародников и меньшевиков.
При этом организационной основой самого областничества как движения оставались легальные неполитические объединения, которые по окончании революции также подверглись репрессиям, но позднее восстановились. Лидером движения оставался Г. Н. Потанин, вокруг его личности в Томске формируется т. н. «потанинский кружок» в составе П. В. Вологодского, А. В. Адрианова, М. Б. Шатилов, Н. Я. Новомбергский, В. И. Анучин, Н. В. Соколов, Ф. И. Зобин, А. Н. Шипицын, А. Н. Гаттенбергер, Вс. М. Крутовский. К сторонникам областничества вне кружка относились такие принадлежавшие к различным политическим течениям персоны как Вл. М. Крутовский, Н. Н. Козьмин, Л. И. Шумиловский, Г. Б. Патушинский, Г. И. Жерновков, П. М. Головачёв, И. И. Серебренников, К. В. Дубровский, С. В. Востротин, Н. В. Некрасов, И. Г. Гольдберг, A. Е. Новоселов, М. О. Курский, Е. Е. Колосов и др.

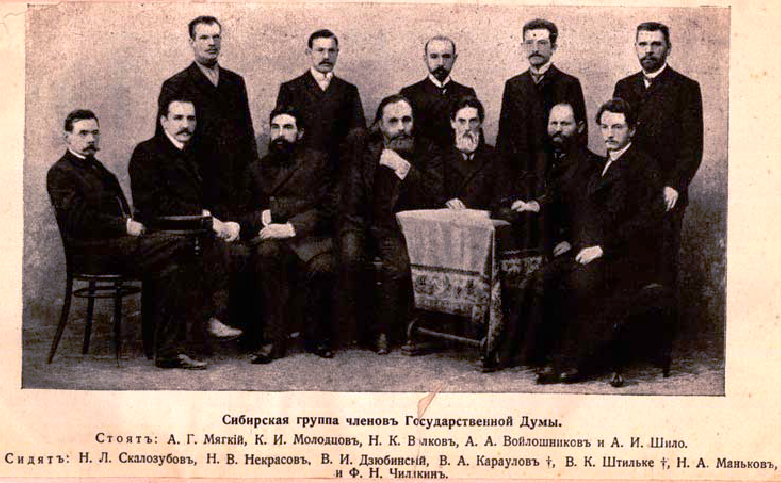
Члены Сибирской парламентской группы в 1910 г.

Основные надежды областники возлагали на сибирскую парламентскую группу — межпартийное объединение региональных депутатов во III-м и IV-м созывах Государственной думы. Для оказания помощи в разработке законопроектов и для установления постоянных связей с регионом при группе в 1908 г. создаётся «Общество изучения Сибири и улучшения её быта» в качестве внедумской организации, которая к 1913 г. имело помимо головного отдела в Санкт-Петербурге также местные отделы в Тобольске, Тюмени, Ишиме, Омске, Мариинске, Новониколаевске, Томске, Бийске, Якутске, Москве, Красноярске, Иркутске, Тулуне и Братске. Руководителем центрального отдела был избран Н. В. Некрасов, в состав правления вошли С. И. Аккерблом, B. И. Дзюбинский, А. А. Кауфман, А. А. Корнилов, С. Ф. Ольденбург, В. В. Радлов, Н. Л. Скалозубов, М. П. Соколов. Состав организации был пёстрым: в нём состояли неонародники, социал-демократы, областники, однако кадетов было явное большинство. На заседаниях центрального отдела заслушивались научные доклады В. А. Виноградова, Н. Л. Скалозубова, Б. А. Вилькицкого, А. В. Колчака, П. И. Чермака, С. П. Швецова, Н. В. Некрасова и А. А. Попова. В Сибири самыми активными отделами были те, что расположены в губернских и областных столицах. Так, в Иркутске отдел образовался в 1912 г., среди его учредителей были эсеры М. П. Овчинников, Г. Б. Патушинский, И. Г. Гольдберг, К. В. Дубровский и М. А. Кроль, а к концу 1914 г. его численность составляла 415 чел., включая областников И. Серебренникова и И. Молодых. У истоков отделений в Томске (1911) и Новониколаевске (1912) стоял лично Г. Потанин.
Другой, уже традиционной базой областников были местные отделы и подотделы Географического общества, деятельными членами которых являлись А. В. Адрианов, Г. Н. Потанин, Н. Н. Козьмин, Г. Б. Патушинский, И. И. Серебренников, В. И. Анучин и др. Подразделения ИРГО, в отличие от отделений «Общества изучения Сибири и улучшения её быта», имели исключительно научно-исследовательский профиль, однако результаты исследований использовались областниками для подкрепления своих теоретических позиций.
Областники продолжали бороться за влияние на периодические издания Сибири, хотя в ней всё в большей степени начинают подниматься общероссийские вопросы, а издание чисто «сибирского» журнала «Сибирские вопросы» провалилось и основным рупором областнической пропаганды оставалась газета «Сибирская жизнь». Поскольку в ней публиковались все основные произведения сторонников движения, это вызвало полемику между областниками и социал-демократами (преимущественно ссыльными — М. К. Ветошкиным, В. Н. Соколовым, Н. Ф. Чужаком, Н. А. Рожковым, В. Е. Воложаниным) касательно актуальности, прогрессивности и перспективности областнического движения. Последние расценивали областничество как реакционное, выражающее интересы сибирской буржуазии общественное движение, которое раскалывает общероссийское демократическое движение и пытается захватить контроль над сибирским рабочим классом. На стороне областников в полемику включились В. И. Анучин, Л. И. Шумиловский, Л. Германов, Е. Е. Колосов и др., а Г. Н. Потанин лично отвергал обвинения в буржуазности сибирского патриотизма, подчёркивая необходимость политической самостоятельности местного населения. Отношения с политической ссылкой после 1907 г. были испорчены окончательно, поскольку новые ссыльные, в отличие от своих предшественников, не стремились интегрироваться в культурную жизнь Сибири.
В 1907—1911 гг. при поддержке эсеров существовал «Сибирский кружок томских студентов», который был призван культивировать в сибирских студентах научный интерес к родине, пропагандировал областничество и разрабатывал проект создания в Томском университете кафедры сибиреведения, однако развалился в связи с крахом городской организации эсеров. В 1915 г. В. И. Анучин и М. Б. Шатилов пытались восстановить Сибирский областной союз, однако быстро потерпели неудачу. В том же году была организована большая пропагандистская кампания, связанная с общесибирским празднованием 80-летнего юбилея Г. Н. Потанина: сибирские издания посвящали юбиляру статьи и целые развороты, в Томске, Омске и Новониколаевске улицам были даны названия «Потанинские», изданы ряд брошюр и юбилейных сборников, переизданы некоторые работы Потанина, на его имя направлены более 500 памятных адресов, в том числе его поздравляли А. М. Горький, В. Я. Шишков, В. Г. Короленко, редакции журналов «Русское богатство», «Голос минувшего», «Современник». Однако торжества не привели к консолидации общественных сил Сибири вокруг областничества.
В межреволюционный период областники продолжили эклектично сочетать либеральные проекты социально-экономического развития Сибири с неонародническими, базируясь на тезисе о колониальном положении региона. Попытки обосновать общность процессов экономического развития Сибири и остальной империи подвергались с их стороны критике, проблематика экономической зависимости красной нитью проходит через работы областников. При этом в вопросе дальнейшей судьбы Сибири они придерживались не-телеологичной позиции, согласно которой современная областникам экономика региона имела в себе только зачатки капиталистических отношений, а вот будущее Сибири может быть связано с их как развитием (М. Б. Шатилов, И. И. Серебренников, В. И. Анучин), так и с их преодолением посредством кооперации (Н. Н. Козьмин, Л. И. Шумиловский и вообще большая часть областников). Последний вариант был связан с тезисом о социальном единстве Сибири, который обосновывал претензии областников на выражение интересов всего населения региона в целом.
Сибирская парламентская группа, которой руководили кадеты Н. В. Некрасов и В. А. Караулов, придерживалась позиции интенсификации развития капиталистических отношений. В III Государственной думе группа требовала расширения сети транспортных коммуникаций в регионе, создания условий для ускоренного развития промышленности, проведения землеустройства на основе частной земельной собственности, отмены пошлин на ввозимое из Монголии сырье, улучшения условий выдачи кредита для золотопромышленности, увеличения представительства в Думе от региона с 14 до 52 депутатов и введения земства. Большая часть областников, включая Г. Н. Потанина, поддерживала эту программу. Сторонником в борьбе за экономическую самостоятельность виделся иностранный капитал, который должен был проникнуть в Сибирь через восстановленный режим порто-франко в устьях Оби и Енисея, однако царское правительство отрицательно относилось к этому проекту и он в Думе не обсуждался. Амбициозная задумка близкого к областникам А. М. Сибирякова по обустройству в Сибири заводской промышленности и сбыту её продукции в Китае реализован не был: разрозненный мелкий торговый капитал Сибири не был способен обслуживать даже монгольский рынок.
Большая часть областников отстаивала приоритет сельского хозяйства в развитии региона, в том числе формирования агропромышленного комплекса. Предполагалось, что старожильческое население в отсутствие помещичьего землевладения будет способствовать некапиталистической эволюции деревни. Совместно с кадетами, эсерами и трудовиками областники выступали против правительственной программы землеустройства, которая обсуждалась в III Государственной думе. Вместе с эсерами областники стремились интегрировать общины и маслодельные артели, Сибирский союз маслодельных артелей виделся примером для подражания. Областники придавали кооперации не только социально-экономическое, но и политическое значение — как предтеча земского самоуправления и как площадка для пропаганды областнических идей. При этом ставка делалась на зажиточный слой крестьян.
Основные усилия областников в 1907—1916 гг. были направлены на борьбу за введение земского самоуправления в Сибири: либералы предлагали учредить его на основе земского положения 1890 г., а эсеры планировали взять в качестве образца земское положение 1864 г., дополненное волостным и общесибирским уровнями самоуправления. Последние, однако, были отстранены от борьбы за земства, поскольку она разворачивалась главным образом в Государственной думе, и вели преимущественно пропагандистскую деятельность в периодической печати. Либералы и областники же не могли отстаивать в полной мере разработанные в 1905 г. проекты и стремились ввести в Сибири хоть какое-то местное самоуправление. Так, проект 1908 г. предполагал создание двух курий — крестьянской и частновладельческой — с прямыми бессословными выборами гласных от сельских обществ и правом на избрание на руководящие должности лиц, которые удовлетворяет образовательному, но не имущественному цензу. Он был внесён в Государственную думу на рассмотрение и утверждён ей в январе 1912 г., однако отклонён Государственным советом 5 мая почти без обсуждения. В 1915 г. сибирская парламентская группа предложила сходный проект, который подвергся критике со стороны МВД. В декабре 1916 г. МВД выдвинуло свой проект, который предполагал образование Алтайской губернии и введение земства в Тобольской и Томской губерниях, но так и не был реализован. В годы Первой мировой войны областники и либералы для пропаганды идей местного самоуправления активно использовали местные отделы и съезды Всероссийского союза городов, сельскохозяйственные и кооперативные съезды. При этом практическая деятельность по утвержданию в Сибири земства успеха не имела, а теоретическая разработка вопроса не велась, хотя Вл. Крутовский накануне Февральской революции указал три характерные черты сибирского земства, которые должны будут отличать его от русского:
1. Большая демократичность;
2. Наличие всесословного волостного уровня самоуправлния;
3. Наличие общесибирского уровня самоуправления.

Поскольку в среде коренных народов начали появляться группы интеллигентов, которые сознательно выбирали прозападный и потому пророссийский путь развития (М. Н. Богданов, Н. Ф. Катанов, С. Д. Майнагашев, Г. И. Гуркин, А. Н. Букейханов и др.), в областничестве получает активное развитие «инородческий вопрос». Г. Н. Потанин обладал колоссальным авторитетом среди алтайцев, бурят и казахов, а Э.-Д. Ринчино при благодаря нему из марксиста стал областником. Так, согласно Ринчино, Россия и Сибирь должны находиться в союзе, иначе последняя будет либо отрезана от жизненно необходимого ей Тихого океана, либо целиком поглощена Японией или Китаем. Также он поддерживал переселение из-за Урала на земли старожилов и аборигенов, но при учёте их интересов. Однако решительным противником столыпинских переселений в казахскую степь выступил А. Е. Новосёлов. Г. Н. Потанин выступал противником русификации, сторонником секуляризма, преподавания на родных языках, в том числе женщинам. «Потанинский кружок» оказывал влияние и на литературный процесс в Сибири, стоял у истоков творчества таких авторов как В. Я. Шишков, А. Е. Новоселов, Г. Д. Гребенщиков, Г. А. Вяткин и др. В Первой мировой войне областники совместно с инородческой интеллигенцией и оппозиционными партиями придерживались ярко выраженных оборонческих позиций, полагая, что поражение или сепаратный мир лишь укрепит самодержавие, в то время как победа должна будет неким образом привести к его падению. В целом, к 1917 г. областничество объединяло относительно малочисленную группу интеллигенции Томска, Красноярска, Иркутска и ряда других городов региона, не пользуясь популярностью среди большинства населения Сибири.

### Революция и гражданская война

#### Областничество в 1917 году
Февральская революция дала мощный импульс демократизации России, в том числе произошёл резкий рост популярности сибирского областничества и его лозунгов: комитет Сибирской демократической партии начал работу в Верхнеудинске, Сибирский союз независимых социалистов-федералистов — в Новониколаевске, Союз республиканцев-федералистов — в Иркутске, Амурский союз республиканцев-федералистов — в Благовещенске и т. д. Основателями этих организаций выступили местные интеллигенты, которые группировались вокруг кооперативных сообществ и отделов «Общества изучения Сибири и улучшения её быта», оговаривая свою близость социалистам-революционерам. Однако в новых условиях областнические лозунги зачастую выдвигались лицами, которые прежде к движению не примыкали: так, в Барнауле на демонстрации в честь победы Революции 10 марта лозунг автономии Сибири был размещён на бело-зелёных флагах, которые несли служащие кооперативно-кредитного союза, а на День Труда бело-зелёные знамёна были уже во всех городах региона. Новая Новониколаевская газета «Свободная Сибирь» сообщила об основных пунктах программы комитета сибирских федералистов, которые обсуждались на собрании 11 марта:
1. Сибирь — обособленная область России;
2. Сибиряки — культурный тип русских, который получился в результате метисации с местным населением;
3. Сибирь получила ярко выраженный трудовой уклад жизни в силу колонизации крестьянами и ссыльными;
4. Ради защиты интересов местного населения должна быть создана Сибирская областная дума.

29 марта редакция «Свободной Сибири» заявила, что газета становится органом Сибирского союза независимых социалистов-федералистов, а 2 апреля издание объявило о преемственности от сибиряков-шестидесятников и что главная цель деятельности Союза — демократическое переустройство страны и превращение её в федерацию наподобие США, 7 апреля газетой был поставлен вопрос о созыве съезда сибирских федералистов, а уже 8 апреля на первом собрании Союза было избрано бюро в составе В. М. Постникова, Н. М. Кетова, П. С Мраморнова, И. Р. Мея, Н. Н. Павлопеженцева, Г. И. Жерновкова и М. П. Забиранника под председательством Н. П. Литвинова. 28 апреля Жерновков призвал к созданию чисто областнической, надпартийной и надклассовой организации.
Вслед за социалистами-федералистами начинают организовываться и старые областники, также известные как областники-автономисты. В мае-июне создаётся их иркутская организация во главе с И. Г. Гольдбергом, И. И. Серебренниковым, И. А. Якушевым и К. В. Дубровским, а осенью завершилось создание красноярской организации во главе с Вс. и Вл. Крутовскими, Н. Н. Козьминым и Г. Б. Патушинским. 5 марта 1917 г. был создан Петроградский союз сибиряков-областников, который возглавили И. А. Молодых и И. А. Михайлов, при Союзе была создана областническая газета «Вольная Сибирь», с которой сотрудничали М. И. Боголепов, В. И. Дзюбинский, В. И. Моравский, Г. Б. Патушинский и др. Впрочем, Февральская революция застала большинство областников врасплох, а поскольку разработанной политической программы у них не было, в марте-апреле они воздерживались от выражения позиции по чисто областническим вопросам. Лишь в середине мая, когда Томское губернское народное собрание высказалось за организацию Сибирской областной думы и решило в ближайшее время созвать в Томске общесибирский областной съезд, «Потанинский кружок» начал активную пропаганду и далее принял участие во всех последующих важных мероприятиях. И. И. Серебренников предложил создать общесибирскую организацию областников-автономистов, однако задумка не была реализована в силу недостатка для этого собственных сил и слабой поддержки собственно областнических идей среди населения Сибири, а основным союзником в деле реализации областнической программы стала ПСР. Эсеров и областников сближали общие ориентация на крестьянство и сотрудничество в годы Первой русской революции, однако областники не желали сливаться с эсерами, поскольку считали себя несколько правее их и мечтали о создании собственной организации, а потому некоторые областники (Г. Н. Потанин, И. И. Серебренников) не только легко вступили в ПСР, но и легко из неё вышли. Осенью 1917 г. областники в большинстве своём поддержали программу Трудовой народно-социалистической партии, А. В. Адрианов в августе был даже председателем томской губернской конференции этой партии, а члены «Потанинского кружка» (Г. Н. Потанин, А. В. Адрианов, Н. В. Соколов, Вл. М. Крутовский, Ф. И. Зобнин) на выборах в Учредительное собрание были выдвинуты кандидатами именно по списку Томского отдела партии. Иркутские областники также баллотировались по списку ТНСП: в избирательный список по губернии от областников внесли Г. Н. Потанина, Г. В. Яхонтова, И. И. Серебренникова, М. В. Воробьева, С. А. Лукина, В. Е. Писарева, а от народных социалистов — К. П. Кокоулина. Самостоятельно шли только красноярские областники. Несмотря на поправение в течение 1917 г. части актива областников-автономистов, другая часть (М. Б. Шатилов, В. И. Анучин, К. В. Дубровский, И. А. Якушев, Н. Н. Козьмин и др.) продолжала состоять в ПСР.
Точка зрения конституционных демократов отчасти была сформулирована на рубеже апреля-мая во время Первого общесибирского съезда партии в Томске: кадеты поддержали идею децентрализации власти и создания Сибирской областной думы, поскольку не увидели в этом угроз целостности государства. Позицию предлагалось уточнить на Втором съезде, но он не состоялся. Представители партии и члены организаций предпринимателей присутствовали на августовской конференции и октябрьском областном съезде, а в созданный конференцией Центральный сибирский организационный комитет вошли С. В. Востротин, Н. В. Некрасов и В. И. Дзюбинский. Лишь октябрьский съезд меняет отношение кадетов, поскольку на нём преобладали эсеровские депутаты, а окончательный разрыв происходит после декабрьского чрезвычайного областного съезда, на котором эсеры вовсе добились отстранения цензовых элементов от участия в съезде и Областной думе: с этого времени кадеты выступают последовательными противниками областничества. Между тем, в сторону поддержки областничества эволюционировали меньшевики: если в весной и летом они выступали преимущественно против идеи Областной думы, то в декабре уже солидаризировались с эсерами. Другими союзниками областников были активисты национальных движений в Сибири, которые весной ограничивались требованиями национально-культурной автономии, а Г. Н. Потанин предложил решить «инородческий вопрос» путём создания инородческих комитетов с функциями земства. К большевикам же областники относились однозначно негативно, Г. Н. Потанин, в частности, ещё в июле 1917 г. указал на их стремление к диктатуре и предсказал неминуемое столкновение с ними областников. В целом, к 1918 г. сибирским областникам удалось объединить под своими знамёнами эсеров, меньшевиков, народных социалистов, кооператоров, земцев и националистов, а теоретической базой для объединения стал тезис о неразвитости в Сибири капиталистических отношений и опора на крестьянство, которое считалось основной фигурой местной жизни, не подверженной социальному расслоению в силу распространения кооперации.
Майская резолюция Томского губернского народного собрания предполагала проведение со 2 по 9 августа Общесибирского областного съезда, однако к назначенному сроку в Томск прибыло 63 человека (в том числе 46 делегатов от Томской губернии) и потому мероприятие проводилось далее как конференция общественных организаций Сибири, в итоговом постановлении которой прозвучала ранее поднятая сибирскими областниками идея о необходимости автономии Сибири. Конференция приняла постановление об автономном устройстве Сибири в рамках общероссийской федерации. Кроме того, для проведения октябрьского Общесибирского съезда был организован Центральный сибирский организационный комитет, в который входили эсеры (большинство), националисты, кооператоры и областники, от последних в него, в частности, вошли Н. Я. Новомбергский, Г. Н. Потанин, М. Б. Шатилов, И. И. Серебренников, Н. Н. Козьмин, Вл. М. Крутовский, Г. Б. Патушинский и Л. И. Шумиловский. Нормы представительства устанавливались так, чтобы обеспечить доминирование контролируемых эсерами объединений (земство, кооперативы, продовольственные комитеты, городские думы и т. д.), поэтому в основу представительства был положен уезд и город, также право на участие предполагалось дать 17 типам общественных, учебных, кооперативных и национальных организаций.

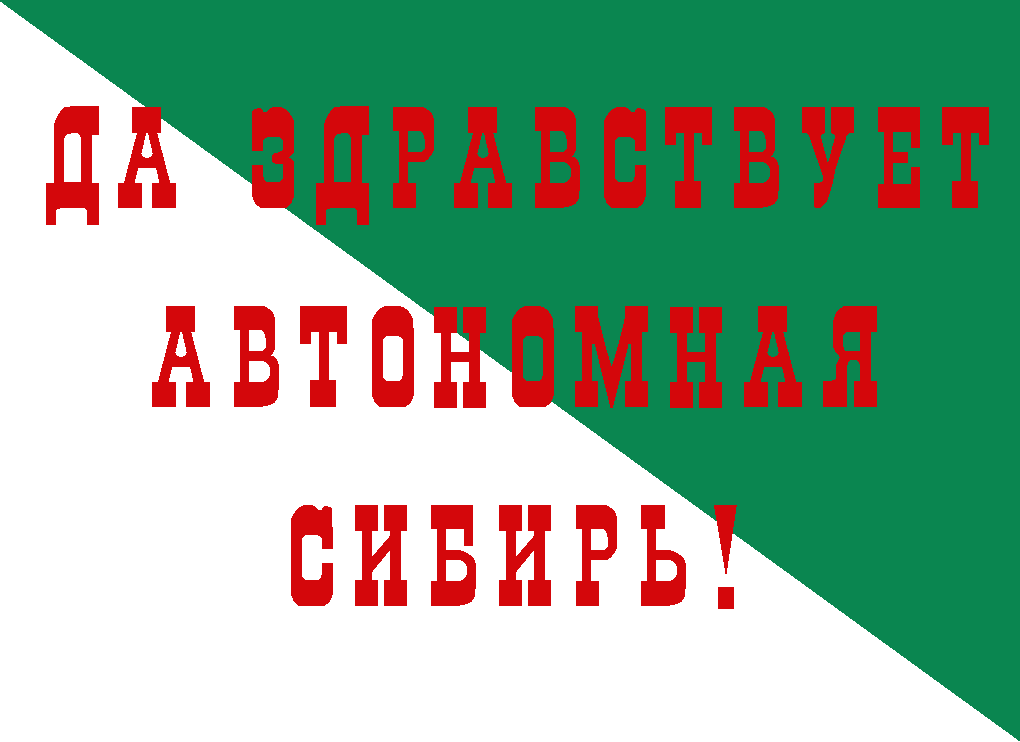
Реконструкция транспаранта, использовавшегося на 1-м Сибирском областном съезде

В период с 8 по 17 октября 1917 года в Томске прошёл 1-й областной съезд, в котором приняло участие 182 участника, из которых 94 были эсерами, а ещё 8 — социалистами-федералистами и областниками-автономистами. 4 дня заслуживались обширные доклады М. Б. Шатилова и Е. В. Захарова по вопросам устройства автономной Сибири, ещё один день был потрачен на обсуждение докладов, которое превратилось в полемику между эсерами и их оппонентами. Оказалось, что даже внутри фракций не было единства по вопросу автономии Сибири: кадеты и большинство социал-демократов высказались против, сторонники поделились на автономистов и федералистов, а члены фракции националистов требовали самоуправления на уровне земства. Съезд объявил себя и последующие съезды высшим законодательным органом региона, а также избрал Сибирский областной совет из 33 человек, который имел властные полномочия между съездами, что вызвало негативную реакцию большевиков и части меньшевиков.
В «Положении об областном устройстве Сибири» начались разрабатываться основы конституции автономной Сибирской республики. Съезд постановил, что Сибирь должна обладать законодательной, исполнительной и судебной властью, иметь областную думу и кабинет министров. Предусматривалась возможность преобразовать саму Сибирь в федерацию. По оценкам А. В. Сушко, в октябре 1917 года сибирское областничество из категории культурного сепаратизма перешагнула в категорию политического сепаратизма. В свою очередь В. В. Журавлёв оценивает формирование Сибирского областного совета и Сибирского областного исполнительного комитета как первые практические шаги по созданию сибирской государственности.
К организованным выборам в Учредительное собрание областники подошли неподготовленными. Только в Томске они заключили союз с ТНСП и начали систематическую агитацию в поддержку списка, который возглавлял Г. Н. Потанин. Красноярские областники, шедшие отдельным списком, не смогли ни договориться с хакасскими националистами, ни найти хотя бы одного сторонника среди крестьян. В Иркутске переговоры с бурятскими националистами также зашли в тупик, но удалось объединиться с народными социалистами и составить список из 6 областников и 1 энеса. Кроме того, на выборы по партийным спискам от эсеров шли М. Б. Шатилов, Е. Е. Колосов и А. Е. Новосёлов, от энесов — А. В. Адрианов, а от меньшевиков — Л. И. Шумиловский и П. И. Казанский. В целом, выборы выявили непопулярность областничества в регионе, хотя в Томской губернии областники обладали некоторым влиянием, где их список по числу голосов оказался четвёртым, уступив лишь эсеровскому, большевистскому и кадетскому.
После октябрьской революции активизировались сепаратистские движения по всей России, в том числе и в Сибири. 30 ноября газета «Сибиряк и крестьянин» опубликовала статью «Сибирь и текущий момент», где призывала отказаться от учёта интересов Европейской России, выдвинула лозунг «Сибирь для сибиряков» и предложила создать независимую сибирскую республику. В письме «Союза сибиряков-федералистов» из Благовещенска также выдвигалась идея независимости Сибири от Европейской России, которая по мнению авторов письма сделает невозможным её захват и обеспечит процветание региона.
Во второй половине ноября Сибирский областной совет извещает о созыве чрезвычайного съезда, который открылся 6 декабря. На первом заседании цензовые элементы были лишены права решающего голоса, что вызвало их возмущение и привело к охлаждению отношений эсеров с областниками-автономистами. До 8 декабря заслушивались приветствия и доклад об автономии Сибири эсера П. Я. Дербера, который вместе с А. Е. Новосёловым, Д. Ф. Портнягиным, В. В. Кулаковым (эсеры), Н. Я. Новомбергским (беспартийный социалист) и В. М. Поповым (областник-автономист) потребовали создания временной социалистической власти в Сибири, против чего выступил меньшевик-интернационалист Ф. М. Лыткин. 9 числа было принято постановление о создании в Сибири общесоциалистической власти — от народных социалистов до большевиков включительно, — что вызвало возражения со стороны областников и близких им групп. Однако большинством голосов (эсеры, меньшевики, национальные группы) принято решение, что автономная власть вплоть до созыва Сибирского учредительного собрания не будет иметь в своём составе цензовых элементов, а также тех, кто выступает против автономии Сибири и Всероссийского учредительного собрания. 15 декабря, на последнем заседании, Съезд постановляет учредить социалистическую власть в Сибири в лице Сибирской областной думы и ответственного перед ней Областного совета, открытие Думы назначено на 8 января 1918 г., а Учредительного собрания Сибири — не позднее марта. Ввиду скорого созыва Думы был без распределения портфелей создан Временный Сибирский областной совет в составе эсеров П. Дербера, А. Новосёлова, М. Шатилова, управляющего делами Е. Захарова, энеса Г. Патушинского и председателя Совета Г. Потанина, однако последний от поста отказался, так как воспринял политику эсеров как заискивание перед большевиками, и 1 января председателем был избран Дербер. Несмотря на конфликт в Совете продолжали работать областники Шатилов и Патушинский, также его поддерживали В. И. Анучин, Н. Н. Козьмин и К. В. Дубровский, а часть актива заняла нейтральную позицию.

#### Взлёт и падение автономной Сибири
По мнению доктора исторических наук А. В. Сушко сибирское областничество можно разделить на два течения. Первое, правое, течение под предводительством Г. Н. Потанина, А. В. Адрианова и И. И. Серебренникова сочетала отстаивание национальных интересов сибиряков с приверженностью либеральным идеям прав человека (А. В. Сушко называет данное течение сибирским национал-либерализмом). Второе, левое, течение под предводительством А. Е. Новоселова, М. Б. Шатилова и И. А. Якушева сочетала идею сибирского патриотизма с идеологией классовой борьбы (Сушко называет данное течение сибирским национал-социализмом).
25-26 января большевики предотвратили открытие Областной думы путём изъятия документации и массовых арестов, однако в ночь на 29-е число оставшиеся на свободе депутаты собрались подпольно и при деятельном участии областников составили Временное правительство автономной Сибири (ВПАС) во главе с П. Дербером, в которое также вошли такие сторонники движения как П. В. Вологодский, Вл. М. Крутовский, И. А. Михайлов, И. И. Серебренников и М. Б. Шатилов. Разгон Думы был широко осуждён в Сибири, однако состав нового правительства вызывал гнев правых сил. Г. Н. Потанин при своей отстранённости от политических дел оставался наиболее авторитетным противником большевиков в регионе. Так, 16 марта 1918 г. он через газеты и листовки обратился с воззванием «К населению Сибири», в котором призвал сибиряков осторожно и внимательно отнестись к иностранной интервенции, а также чётко заявить всем о своём праве на самоопределение. А в апреле Потанина как лидера антибольшевистского движения в Сибири нелегально посетил генерал В. Е. Флуг, эмиссар Л. Г. Корнилова, однако тот сослался на старческую немощь и рекомендовал А. Н. Гаттенбергера как своё доверенное лицо.
Правительство Дербера передислоцировалось в Харбин и стало там альтернативой Центросибири и Далькому, однако его министры-областники остались в Сибири, либо не зная, что они являются министрами, либо не разделяя программу ВПАС. После начала выступления Чехословацкого корпуса ко власти в свободной от большевиков Сибири пришёл эсеровский Западно-Сибирский комиссариат (ЗСК), что вызывало критику справа, в том числе со стороны областников. Оппозиция выступила с лозунгом «беспартийной власти», которое пользовалось бы доверием всех слоёв населения, то есть представляло бы собой коалицию эсеров, областников и правых. Одновременно с этим развернулась кампания по дискредитации министров ВПАС, которые не имели достаточной укоренённости в Сибири. Областная дума не проявляла активности до 5 июня, когда начались частные совещания её членов, которые разделились на две фракции: эсеров (и их союзников) и областников (в блоке с националистами). Последние отвергали возможность восстановления ВПАС в прежнем виде и неуспешно требовали установления ответственности ЗСК пред частными совещаниями. 30 июня в Омске состоялась встреча 4 министров ВПАС (Вологодский, Крутовский, Патушинский, Шатилов), председателя областной думы И. А. Якушева и командующего Сибирской армией А. Н. Гришина-Алмазова, на котором стороны решили из наличного состава министров учредить Совет Министров, который позднее пополнится И. А. Михайловым и И. И. Серебренниковым и станет известен как Временное Сибирское правительство (ВСП) во главе с П. В. Вологодским.

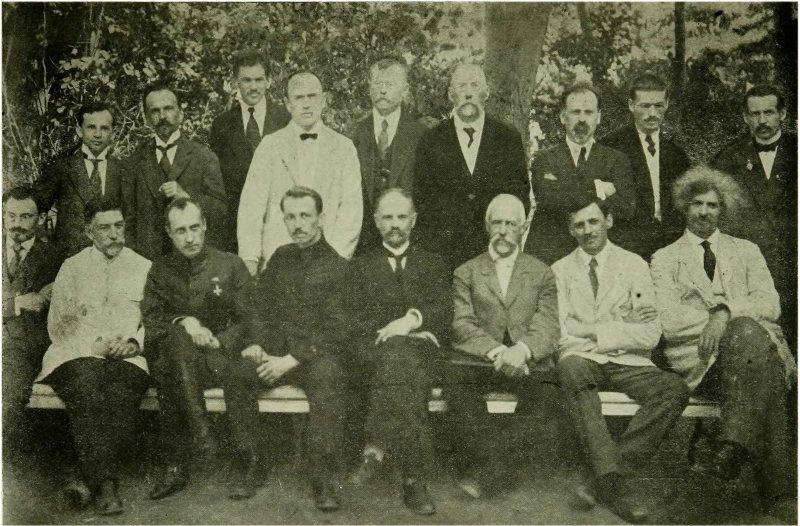
Члены Временного Сибирского правительства

«Декларация о государственной самостоятельности Сибири» от 4 июля 1918 г. стала первым официальным документом ВСП, в нём новое правительство связало своё существование с Областной думой, а также обязалось созвать Сибирское учредительное собрание и стремиться к восстановлению Российской государственности. В своей риторике ВСП поднимало на щит областничество, а 5 июля, во время пребывания Потанина в столице Омске, ему первому было присвоено звание «Почётный гражданин Сибири» с назначением персональной пожизненной стипендии. В том же месяце среди членов Областной думы начал складываться блок с участием областников, стремившийся к установлению в Сибири военной диктатуры. Вопреки давлению этого блока, 15 августа сессия Областной думы была открыта, собралось 137 человек, из которых только 28 образовали фракцию областников и беспартийных (почетный председатель Г. Н. Потанин, председатель А. В. Адрианов, секретарь И. П. Чертовских, члены бюро: Н. Я. Новомбергский, И. П. Бедро, Н. А. Филашев, С. М. Мелентьев, М. В. Сабунаев и А. А. Романов) — остальные были социалистами. Эсеры пытались через Думу оказывать влияние на правительство, а провластная фракция областников, оказавшаяся самой правой в парламенте, им противодействовала. Все парламентарии считали, что Дума является высшим законодательным органом власти, пред которым ВСП несёт ответственность, но если эсеры смотрели на ВСП как на временный орган власти, который функционирует до образования всероссийской власти под руководством членов Учредительного собрания (преимущественно эсеров), то фракция областников требовала расширения представительства в думе и организации всероссийской антибольшевистской власти на платформе ВСП, то есть принципах непартийности, дееспособности и персонального авторитета министров. Большинством голосов (эсеры, меньшевики и националисты) Дума постановила направить делегатов во главе с Н. М. Карповым на сентябрьское государственное совещание в Уфе. После этого ВСП на основании неполноты кворума и необходимости пополнения состава Думы распустило её до 10 сентября, продолжили работать только её комиссии.

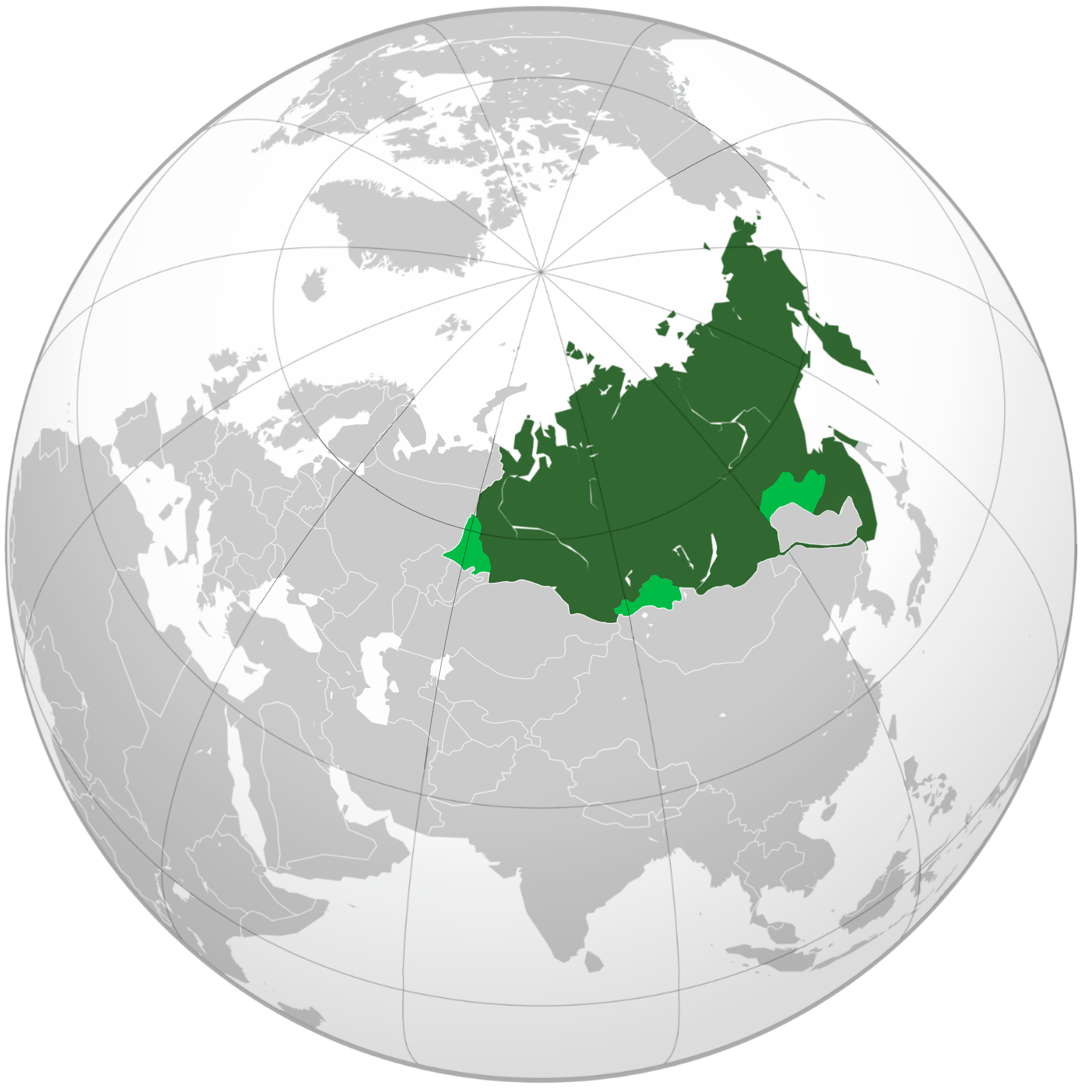
Территория Сибирской республики по состоянию на октябрь 1918 г.

Сентябрьский кризис привёл к победе правых (выбыли из ВСП Вл. М. Крутовский, Г. Б. Патушинский и М. Б. Шатилов), а после создания «Уфимской директории» шли дальнейшие переговоры о централизации власти, в ходе которых в первой половине ноября ВСП и Областная дума самораспустились в пользу Всероссийского правительства. В течение осени 1918 г. фракция областников в Думе неизменно выступала в поддержку ВСП и противодействовала попыткам эсеров получить над ним контроль. Если по поводу кризиса в сентябре фракция воздержалась от публичных выступлений, то о 2-й пол. октября было опубликовано заявление от лица фракции подписанное Г. П. Потаниным, А. В. Адриановым, В. М. Поповым и Н. Я. Новомбергским, в котором авторы обвиняли Думу в том, что из-за неё за ВСП не было закреплено преобладающее влияние при устроении всероссийской власти на Уфимском совещании и что было бы лучше, если бы Дума не пыталась подчинить ВСП, а просто сошла бы с политической сцены. Другие члены фракции (А. Д. Мостов, Н. И. Эверестов, А. Д. Романов, П. С. Мраморнов, Б. П. Вейнберг, М. В. Сабунаев, А. Ампилогов) указывали, что у авторов не было полномочий публиковать такие заявления от лица фракции и что Дума не является сама по себе антиправительственной, пусть её пополнение и тормозилось фракцией эсеров при поддержке министра юстиции Патушинского. Позднее Г. Н. Потанин утверждал, что с самого начала не считал состав Областной думы репрезентативным по отношению к населению Сибири и что в Думу должны были войти все партии без исключений, а главная роль должна была принадлежать в ней областникам.
Создание Директории стало результатом компромиссных переговоров между КОМУЧом и Временным Сибирским правительством. Обстоятельства создания Директории во многом определили продолжительность её существования. Политическая дифференциация её членов проявилась уже в первые дни её деятельности и усилилась после того, как большевики перешли в наступление и вновь заняли Самару. Серия неудач и поражений на фронте и политика эсеров в глубине привели к консолидации правого крыла сибирского политического спектра и к консолидации военных частей. Ситуация обострилась в Омске, когда в ночь с 17 на 18 ноября 1918 года офицеры арестовали членов Директории и передали власть Кабинету Министров, который избрал своим «государем» адмирала А. В. Колчака, бывшего военного министра в правительстве Директории. Приход к власти авторитарного правительства Колчака изменил ситуацию среди антибольшевистских сил. Далее, по мере раскола между ними, их социальная база стала ещё более дифференцированной. Для Колчака приоритетом было восстановление армии и борьба с большевиками, целью которой было восстановление российской государственности.

#### Областники и режим А. В. Колчака
На рубеже 1918—1919 гг. наметившийся ранее конфликт внутри областнического движения разгорелся в полную силу, линией водораздела послужил переворот 18 ноября: правые областники (большая часть движения) стояла на позициях поддержки режима А. В. Колчака, в то время как левые областники встали в оппозицию к нему и считали первых предателями. Часть правых областников, состоявшая из «потанинского кружка» и близких правительству лиц, полностью прекратила разговоры об автономии Сибири и возможном созыве в будущем областного собрания. Другая часть (которую М. В. Шиловский выделяет как промежуточную фракцию) в составе И. А. Молодых, М. П. Головачева, Н. Я. Новомбергского, А. Д. Баженова, Н. Н. Козьмина и др. под руководством И. А. Михайлова объединилась в Омске летом 1919 г. в Западно-Сибирский отдел Сибирской областной организации, опубликовавший в июле «Декларацию сибиряков-областников», в которой предлагалось создать законосовещательный региональный орган по местным вопросам, а выполнение областнической программы ожидалось от Омского правительства. Также летом-осенью 1919 г. действовала комиссия А. С. Белецкого-Белорусова по подготовке положения о выборах в Национальное собрание, при ней заместитель председателя Н. Н. Козьмин на основе британского колониального права разработал проект автономии Сибири: исполнительная власть и управление войсками в Сибири возлагалось на назначаемого из центра генерал-губернатора, Областная дума избиралась на 4 года лицами, проживающими в регионе не менее 5 лет, а Сибирский областной совет должен был избираться из представителей губернских земств, казачьих войск и коренных народов, имеющих национальные организации, причём треть членов Совета должна была назначаться генерал-губернатором. Правые не-областнические круги если и не отрицали право областничества на существование, то выступали против созыва регионального парламента.
Позиции левых областников, близких эсерам, выражал Вл. Крутовский через свой журнал «Сибирские записки». Согласно Крутовскому, крах автономной Сибири связан с крайне малым числом областников-патриотов, которые оказались отодвинуты от власти массовым потоком беженцев из-за Урала. Крутовский возглавлял Красноярский союз областников, насчитывавший к весне 1919 г. около 50 чел. и находившийся под подозрением у местной администрации. 4 марта Союз принял устав, в котором своей целью ставил пропаганду идей областничества и созыва Сибирского учредительного собрания. Примерно те же цели преследовала созданная в нач. марта областническая организация в Иркутске во главе с Г. Патушинским, которая в сентябре трансформировалась в губернский союз областников-автономистов. Согласно И. И. Серебренникову, группа Патушинского находилась в конфликте с организуемым самим Серебренниковым местным отделом Потанинского союза областников-автономистов — право-областнической организации, которая благодаря Курскому и Жерновкову имела отделения во многих городах Сибири и Дальнего Востока. Также существуют свидетельства создания летом 1919 г. при Иркутском университете ещё одной областнической организации, которая была социалистической, отвергала традицию Потанина-Ядринцева как либеральную и чрезмерно политическую, опиралась на построения А. П. Щапова и ставила во главу угла экономический фактор: сырьевая периферия глобальной капиталистической системы должна объединиться в «колониальный интернационал», эти преимущественно крестьянские по социальному составу страны (в том числе Сибирь) должны были иметь советскую демократическую форму правления, в которой советы организовывались согласно принципу экономической (производственной) общности.
Согласно М. В. Шиловскому, начиная с 1919 г. единого областнического движения уже не существовало. Во многом это было связано с состоянием здоровья Г. Н. Потанина как пожилого лидера движения, авторитетом которого, по мнению В. А. Обручева, В. Я. Шишкова, Е. Л. Зубашева, В. Д. Вегмана и др., могли без его ведома пользоваться разные нечистоплотные политики, среди которых называют А. В. Адрианова и А. Н. Гаттенбергера. В частности, сомнению подвергается авторство воззвания «К оружию, граждане!» за подписью Потанина, которое было опубликовано в газете «Сибирская жизнь» 22 августа 1919 г. Часть областников примкнула к оппозиционной режиму А. Колчака группировке, которую возглавлял Р. Гайда, отправившийся после своей отставки во Владивосток и по пути зондировавший общественные настроения. На основе владивостокского Союза областников-федералистов был создан Комитет содействия созыву Земского собора, в который вошли В. И. Моравский, А. А. Краковецкий, Н. С. Калашников, Е. Е. Колосов и И. А. Якушев. Последний, как бывший председатель Областной думы и член её Комитета (созданного в сентябре 1918 г., формально обладающего полнотой власти и в итоге не распущенного), должен был легитимировать восстание и объявить о созыве Сибирского Земского собора, которое должно было составить новое сибирское демократическое правительство — антиколчаковское и антибольшевистское одновременно. К заговору также примкнул генерал В. Г. Болдырев. Утром 17 ноября 1919 г. над вагоном Гайды взвился бело-зелёный с красной полосой по диагонали флаг, а в городе стали распространяться листовки от имени Центрального бюро военных организаций Сибири, в которых декларировалась борьба против Колчака за Сибирское учредительное собрание и федеративную демократическую Россию, однако выступление было подавлено в тот же день. Идею Земского собора и ответственного перед ним Сибирского правительства также использовал председатель Совета Министров В. Н. Пепеляев, который требовал у Колчака его отречения от власти. Г. Б. Патушинский участвовал в деятельности Политцентра, стремившегося к перемирию с большевиками и созданию революционно-демократического режима в Сибири: с 6 по 19 января 1920 г. Патушинский занимал пост управляющего ведомством юстиции Временного Совета народного управления Сибири.
Движимые соображениями о необходимости сплочения антисоветских сил, многие сибирские политические группировки оказали полную поддержку адмиралу А. В. Колчаку, когда он образовал своё правительство в Омске. Но в то же время серьёзные опасения и сомнения высказывались в сибирских политических кругах относительно способности адмирала Колчака справиться с большевиками или хотя бы оказать успешное сопротивление их новому вторжению в Сибирь. По этой причине, чтобы быть готовыми в случае поражения адмирала Колчака, а также чтобы сохранить активные политические силы Сибири в организованном состоянии, было решено сформировать представительный орган, способный взять на себя руководство всеми сибирскими антикоммунистическими организациями и группировками. В образовании этого органа приняли участие многие члены первого сибирского правительства и Сибирской областной думы, равно как и ряд делегатов от земств, городских самоуправлений, кооперативных обществ, политических организаций, групп национальных меньшинств и туземного сибирского населения. Так возник Совет уполномоченных организаций автономной Сибири. Он был фактически прямым политическим преемником первого сибирского правительства и Сибирской областной думы, будучи вызванным к жизни теми же политическими и общественными элементами, как эти два первых национальных института Сибири. Совет начал работать в 1919 году, но его формирование шло постепенно вплоть до конца 1920 года, когда он наконец обрёл определённую форму и структуру. Его первым председателем был А. В. Сазонов, а членами президиума: И. А. Якушев, М. П. Головачёв, В. И. Моравский и А. А. Трутнев. В январе 1920 года правительство адмирала Колчака пало: большевики вновь захватили Сибирь за исключением дальневосточной окраины, где борьба с ними продолжалась ещё два с лишним года. Перед самым падением своего правительства адмирал Колчак особым указом передал верховную власть и права атаману Семёнову, который в течение некоторого времени пытался сохранить антисоветскую правительственную структуру, но тоже не сумел и в 1922 году был вынужден лишить себя прав и власти и передать их Совету уполномоченных организаций автономной Сибири.

#### Окончание гражданской войны
После краха режима А. В. Колчака областнические лозунги продолжали использоваться в антикоммунистическом движении в Сибири: 25 января 1920 г. циркуляр ЦК ПСР предлагал немедленно приступить к созыву областного Учредительного собрания, в течение 1920 г. повстанцы Алтайской губернии требовали автономии Сибири и созыва Земского собора или Учредительного собрания Сибири. Предполагалось, что благодаря им большевистская диктатура будет заменена крестьянской демократической диктатурой, так как крестьянство составляло большинство населения региона. В качестве доводов в пользу автономии региона упоминались существование Дальневосточной республики, аргументы об удешевлении сибирских продуктов вследствие сокращения экспорта из региона и о повышении качества жизни в автономных окраинах. После свержения советской власти предлагалось созвать Учредительное собрание, позднее вместо него планировалось создать Сибирскую крестьянскую советскую социалистическую республику. Последней известной попыткой поднять антикоммунистическое восстание под бело-зелёными знамёнами относится к 1923 г., когда в Кузнецком уезде от имени «исполнительного вече народной армии» распространялось соответствующее воззвание.
В Приморье 14 октября 1922 года у села Монастырище Земская рать М. Дитерихса была разбита войсками Дальневосточной республики и Дитерихс приказал отступать. 20 октября Дитерихс и ещё около 7 тысяч человек (его бойцов и членов их семей) прибыли в Посьет, откуда были эвакуированы на японских транспортах. В тот же день группа сибирских областников провозгласила во Владивостоке власть Совета уполномоченных организаций автономной Сибири. Было сформировано правительство во главе с А. В. Сазоновым (бывший эмиссар Временного Сибирского правительства и член Государственного экономического совещания Колчака). Министром иностранных дел стал Мстислав Головачёв. Это правительство подняло бело-зелёное сибирское знамя, но оно не было признано городскими властями, а 21 октября во Владивостоке началась всеобщая стачка. 25 октября Сазонов и его окружение выехали из Владивостока с японскими частями. В тот же день в город вступили войска Дальневосточной республики и стачка закончилась.
Несмотря на краткий период существования, Совет успел себя проявить на международной арене. Геолог Иннокентий Толмачёв в качестве представителя Владивостокской Торгово-промышленной палаты участвовал в Пан-Тихоокеанской торговой конференции в Гонолулу (25 октября — 8 ноября 1922 года). 26 октября в Гонолулу был поднят бело-зелёный флаг областников вместе с российским флагом, что символизировало Владивосток как «последнюю крепость Сибирской республики».
По окончании Гражданской войны реальная или мнимая причастность к сибирскому областничеству могла в СССР быть частью обвинения в политических преступлениях. Так, в областнических стремлениях обвинялась созданная в 1928 году группа сибирских литераторов «Памир», что закончилось для её членов в 1932 году крупным писательским уголовным делом.

### В эмиграции

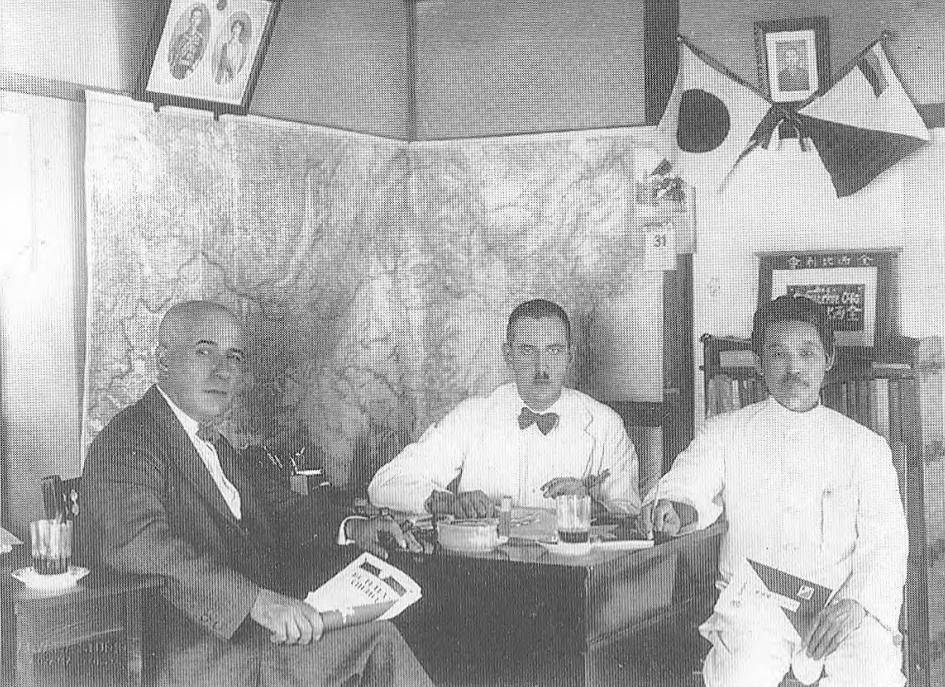
Штаб-квартира Сибирского общества, Токио, 1930 г. Встреча В.И. Моравского (слева) и Г.И. Черткова (в центре) с представителем общества «Кокурюкай».

В отличие от других русских антисоветских правительств и подобных им политических органов, Совет уполномоченных организаций автономной Сибири не прекратил своего существования и после ухода с национальной территории. Несмотря на то, что многие его члены остались в Сибири, а те, что ушли за границу, оказались разбросанными по разным странам Азии, Европы и Америки, Совет сохранил свою цельность на протяжении всего времени, последовавшего после прекращения вооружённой борьбы с большевиками в России и Сибири.

## Оценки и рецепция
Марксистские современники областников, а вслед за ними и советские историки, отвергали их претензии на выражение интересов всего населения Сибири и рассматривали движение как местную разновидность либерализма, которая выражала интересы сибирской буржуазии. При этом ряд историков (М. А. Гудошников, Н. Степанов, Я. Р. Кошелев, С. Ф. Коваль, В. Г. Мирзоев, Л. Г. Сухотина) трактовал историю сибирского областничества как эволюцию от революционной демократии 1860-х гг. к буржуазному либерализму нач. XX в.
Согласно М. В. Шиловскому, сибирских областников можно считать основоположниками регионализма в России и без учёта этого движения невозможно исчерпывающим образом представить историю Сибири второй половины XIX — начала XX в. Длительность существования сибирского областничества как движения он объясняет слабостью социальной, в том числе политической, дифференциации современного областникам российского общества, чем также объясняется их претензия на выражение интересов всего населения Сибири. В то же время он отмечает, что в нач. XX в. областнические воззрения органически вписывались в западноевропейскую концепцию цивилизационного развития.
Согласно омскому историку А. В. Сушко, сибирское областничество представляло собой сепаратистское движение сибирских националистов, стремившихся к «суверенизации» Сибири — созданию сибирской гражданской нации и независимого сибирского государства, — но потерпевших крах в ходе политических процессов 1917—1923 гг.
Часть исследователей сближает сибирское областничество с евразийством, видя в нём одну из предтеч последнего, однако такая трактовка подвергается критике в силу принципиальной несовместимости политических программ двух идеологий.
Иван Саблин, сотрудник департамента истории Гейдельбергского университета, полагает, что сибирское областничество внесло вклад в обсуждение Дальнего Востока как потенциальной автономной единицы. Дальневосточный регионализм не был так глубоко проработан, как сибирское областничество, поскольку интеллектуалы и политики, поддерживавшие регионалистские идеи к востоку от Байкала, по преимуществу были образованными приезжими, что отличало их от западносибирских областников, родившихся в своем регионе.
Исследователи отмечают, что в связи с социально-политическими трансформациями в России в конце XX — начале XXI веков в Сибири наблюдается пробуждение интереса к истории сибирского областничества, его отдельным идеям и концепциям, вплоть до развития неообластничества.
По вопросу сложения сибиряков как народа в результате метисации среди современных этнологов есть, как противники, так и сторонники этой точки зрения.
В 1990-х годах в Сибири проходили выставки, на которых совмещались древние артефакты и работы современных художников.